# Кличко, Владимир Владимирович
Влади́мир Влади́мирович Кличко́ (укр. Володимир Володимирович Кличко; род. 25 марта 1976, Семипалатинск, Казахская ССР) — украинский боксёр-профессионал, выступавший в тяжёлой весовой категории. Один из двух братьев Кличко. Младший брат городского головы Киева, бывшего профессионального боксёра, бывшего обладателя титула чемпиона мира по боксу в тяжёлом весе по версиям WBO и WBC Виталия Кличко.
Чемпион XXVI Олимпийских игр в весовой категории свыше 91 кг (1996). Чемпион мира среди военнослужащих (1995).
Бывший чемпион мира по боксу в тяжёлом весе по версиям WBO (2000—2003, 2008—2015), IBF (2006—2015), IBO (2006—2015), WBA (2011—2015), а также по версии авторитетного журнала The Ring (2009—2015). Чемпион Европы по версии EBU (1999), чемпион Северной Америки по версии NABF (2005) в тяжёлом весе. Лучшая позиция в рейтинге Pound for Pound по версии журнала The Ring — 2 (2014—2015).
Во время владения титулом чемпиона мира в тяжелом весе, бои Кличко регулярно собирали от 300 до 500 миллионов зрителей по всему миру. Является рекордсменом по количеству побежденных соперников за титул чемпиона мира в тяжелом весе — 23, побив рекорд, принадлежавший Джо Луису и Мухаммеду Али. Занимает 42-е место в рейтинге лучших боксёров всех времен вне зависимости от весовой категории по версии BoxRec.
Кавалер Ордена Свободы (2017). Награждён Крестом «За мужество» (1996) и Орденом «За мужество» I степени (2006).

## Биография
Владимир Владимирович Кличко родился 25 марта 1976 года в Семипалатинске Казахской ССР, в Затонской части города (по другим данным в военном городке Солнечный — ныне Жангизтобе Жарминского района Восточно-Казахстанской области). Отец — Владимир Родионович Кличко (24 апреля 1947 — 13 июля 2011), генерал-майор Военно-воздушных сил Украины, военный атташе посольства Украины в Германии и НАТО.
Мать — Надежда Ульяновна Кличко (урождённая Булыно) (род. 30 июля 1949) — учитель начальных классов.
Старший брат — Виталий Владимирович Кличко — городской глава Киева, украинский политик, в прошлом профессиональный боксёр.
В 1990—1992 годах учился в Броварском училище олимпийского резерва, с 1992 по 1996 годы — в Переяслав-Хмельницком педагогическом институте.
18 января 2001 года защитил кандидатскую диссертацию в Киевском национальном университете физического воспитания и спорта, стал кандидатом наук в области физического воспитания и спорта.

## Любительская карьера
Владимир Кличко начал заниматься боксом в 14 лет, проходил подготовку в Броварской школе-интернате спортивного профиля под руководством тренеров Валерия Павловича Хлыстова и Александра Ивановича Полищука. В 1993 году завоевал 1-е место на первенстве Европы по боксу среди юниоров (1975—1976 гг/р) в первой тяжёлой весовой категории (до 91 кг). В 1994 году занял 2-е место на первенстве мира по боксу среди юниоров (Стамбул, Турция), проиграв в финале кубинцу Микелю Лопесу Нуньесу со счётом 7:2. В 1995 году выиграл чемпионат мира среди военнослужащих в городе Аричча, Италия. В 1995 году на Чемпионате мира по боксу в Берлине Кличко не удалось войти в тройку призёров, так как он проиграл в четвертьфинале Луану Красники. На Чемпионате Европы по боксу в 1996 г. (Вайле, Дания) занял 2-е место в супертяжёлой весовой категории, проиграв в финале Алексею Лезину.
Владимир Кличко отправился в 1996 году на Олимпиаду в Атланту. Первоначально должен был ехать брат Владимира, Виталий, но у Виталия был обнаружен положительный допинг-тест на стероиды. На своём пути Владимир победил Лоуренса Клей-Бея, Аттилу Левина из Швеции, в полуфинале встретился с Алексеем Лезиным и взял реванш за первое поражение, а в финале одержал победу над боксёром из Тонга, Паэа Вольфграммом. Кличко завоевал золотую медаль, став таким образом первым европейцем и первым европеоидом, сумевшим завоевать этот титул в супертяжёлом весе. После удачной любительской карьеры братья Кличко перешли в профессиональный бокс.

## Профессиональная карьера
Профессиональный дебют состоялся в 1996 году, одновременно с братом Виталием. Братья заключили контракт с Universum Box-Promotion и вошли под опеку немецкого тренера Фрица Здунека. На начальном этапе карьеры вёл бои в Германии против слабых противников (так называемая «мешочная диета».) После четырёх побед Владимир вышел на ринг в феврале 1997 года против американца Карлоса Монро (8-2). Монро действовал грязно, и в 6-м раунде нанёс головой рассечение Владимиру, за что был дисквалифицирован.
23 августа 1997 года Владимир Кличко вышел на ринг против австрийца Бико Ботовамангу. В пятом раунде угол австрийца начал возмущаться использованием запрещённых приёмов. После нескольких предупреждений тренерский состав австрийца не покинул ринг. Рефери зафиксировал победу Кличко техническим нокаутом. В феврале 1998 года Владимир вышел на свой первый титульный поединок.
В бою за вакантный интернациональный титул чемпиона WBC Кличко нокаутировал Маркуса Макинтайра (15-1) в третьем раунде 12-раундового боя. В марте Кличко победил по очкам Эверетта Мартина в 8-раундовом бою. В мае защитил титул против Коди Коча (25-1), нокаутом в 4-м раунде, а в июле во второй раз защитил титул, победив нокаутом в 1-м раунде непобеждённого Найджи Шахида (16-0-1). В августе 1998 года снова встретился с Карлосом Монро. На этот раз Кличко победил техническим нокаутом в 6-м раунде 10-раундового боя. 19 сентября 1998 года Кличко во втором раунде нокаутировал Стива Паннелла (33-4). В этом бою Кличко впервые оказался в нокдауне (в 1-м раунде).
В декабре 1998 года в Киеве вышел на ринг против джорнимена Росса Пьюрити. Кличко стремился нокаутировать противника, но к концу боя начал сильно уставать. В десятом раунде Пьюрити дважды послал Кличко в нокдаун. В 11-м раунде ситуация повторилась, и угол Кличко остановил поединок.
В феврале 1999 года Кличко вернулся после поражения, нокаутировав в 1-м раунде непобеждённого Зорана Вуджечича (14-0). В следующем поединке Кличко вновь встретился с Эвереттом Мартином. Во второй схватке Кличко одержал победу нокаутом.

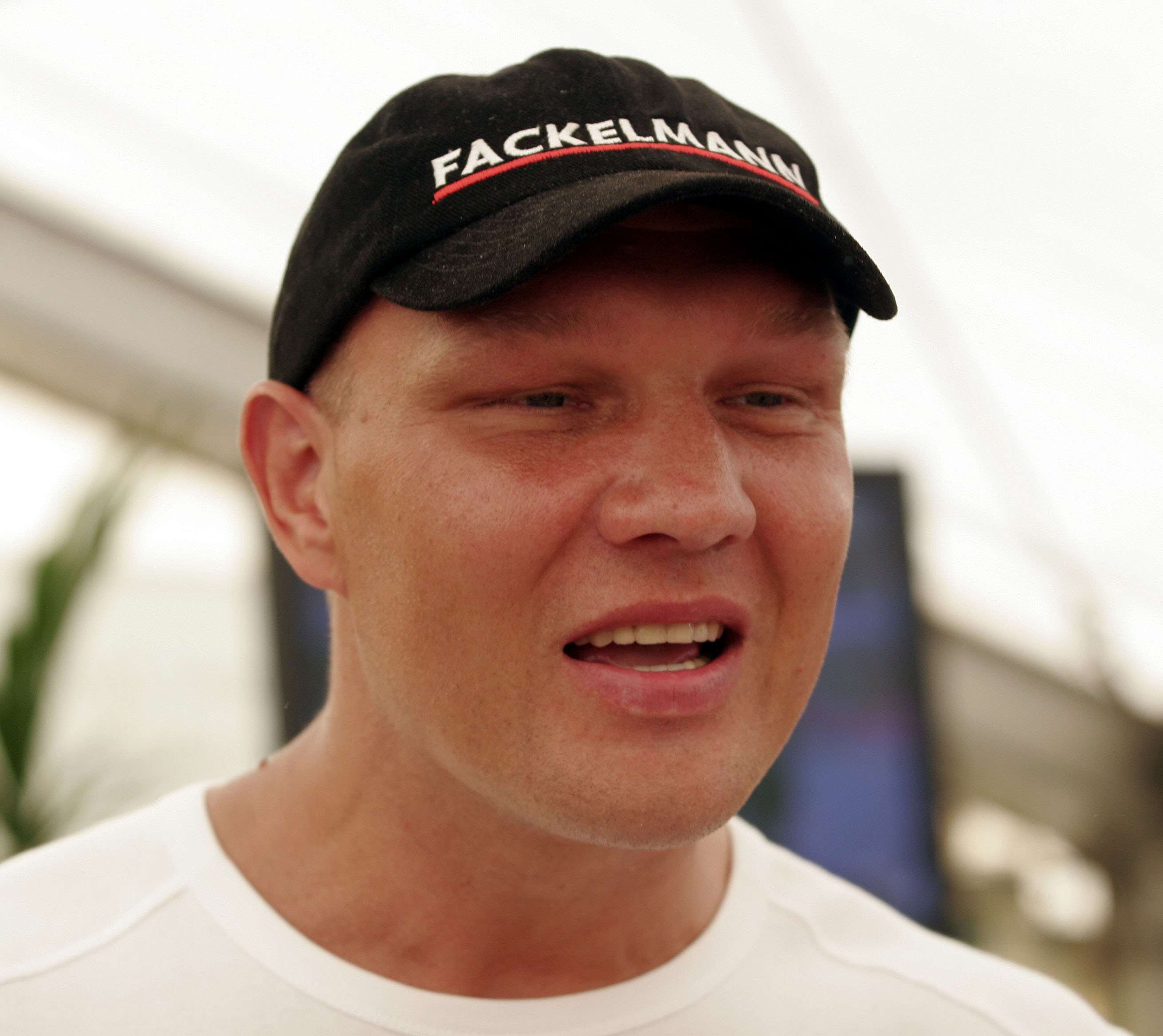
Аксель Шульц

В сентябре 1999 года Кличко вышел на ринг против сильнейшего немецкого тяжеловеса Акселя Шульца. Это был первый серьёзный противник Кличко. В 8-м раунде Кличко победил техническим нокаутом. После этого боя Шульц не выходил на ринг 7 лет.
В ноябре 1999 года Кличко отправился в США на бой против бывшего претендента на титул Фила Джексона. Он нокаутировал противника во втором раунде.
В марте 2000 года, Владимир Кличко встретился с бывшим оппонентом любительского ринга, тонганцем Паэа Вольфграммом (18-1). Владимир нокаутировал его в первом раунде.
В апреле 2000 года Кличко нокаутировал Дэвида Бостиса.

### Бой с Монте Барреттом
В июле 2000 года Кличко вышел на ринг против Монте Барретта (23-1). Барретт имел отличный послужной список: он выиграл все свои предыдущие поединки и имел только одно, очень спорное поражение. Бой был с обилием клинчей. В середине 1-го раунда Кличко при выходе из клинча пробил левый крюк в челюсть. Барретт зашатался, попятился назад и упал. Он поднялся на счёт 7. Украинец попытался добить противника, но американец входил в клинчи. В середине 4-го раунда Барретт сблизился с противником. Кличко тут же пробил левый хук в челюсть. Американец упал на настил. Он поднялся на счёт 7. Кличко попытался добить противника, но Барретт отвечал на его атаки. В конце седьмого раунда американец наклонил голову и украинец пробил правый полукросс-полуапперкот. Барретт попытался заклинчевать, но не удержался и упал. Он поднялся на счёт 7. Кличко сразу же пробил левый хук. Барретт вновь упал. Он поднялся на счёт 6. Кличко сразу же провёл двойку — левый и правый хук — в челюсть. Барретт вновь упал. Рефери прекратил бой, не открывая счёт. Американец находился на полу больше минуты. После последней атаки у него над правым глазом образовалось кровотечение.

### Чемпионский бой с Крисом Бёрдом, 2000 год
В октябре 2000 Кличко вышел на ринг против победителя своего брата Виталия Кличко, чемпиона в тяжёлом весе по второстепенной версии ВБО (WBO), Криса Бёрда. Владимир Кличко победил по очкам в 12-раундовом бою. Кличко отправлял Бёрда в нокдаун в 9-м и 11-м раундах. Владимир Кличко стал новым чемпионом по версии WBO.
В марте 2001 года Кличко вышел на ринг против Деррика Джефферсона. В конце 1-го раунда украинец провёл левый хук в челюсть американца. Джефферсон дрогнул, а Кличко сразу же выбросил ещё несколько крюков. Американец рухнул на настил. Он поднялся на счёт 5. Претендент смог продержаться до гонга. В середине второго раунда Кличко провёл правый хук прямо в челюсть. Джефферсон сразу же рухнул на пол. Он встал на счёт 6. Кличко бросился его добивать. Он провёл левый апперкот в челюсть, и Джефферсон вновь упал. Претендент поднялся на счёт 6. Его слегка покачивало. Рефери посмотрел на него и прекратил бой. Джефферсон не спорил с ним.
В августе 2001 года Кличко во второй раз защитил титул чемпиона. Он победил техническим нокаутом в 6-м раунде американца Чарльза Шаффорда (17-1), трижды отправив его на настил ринга в течение боя.

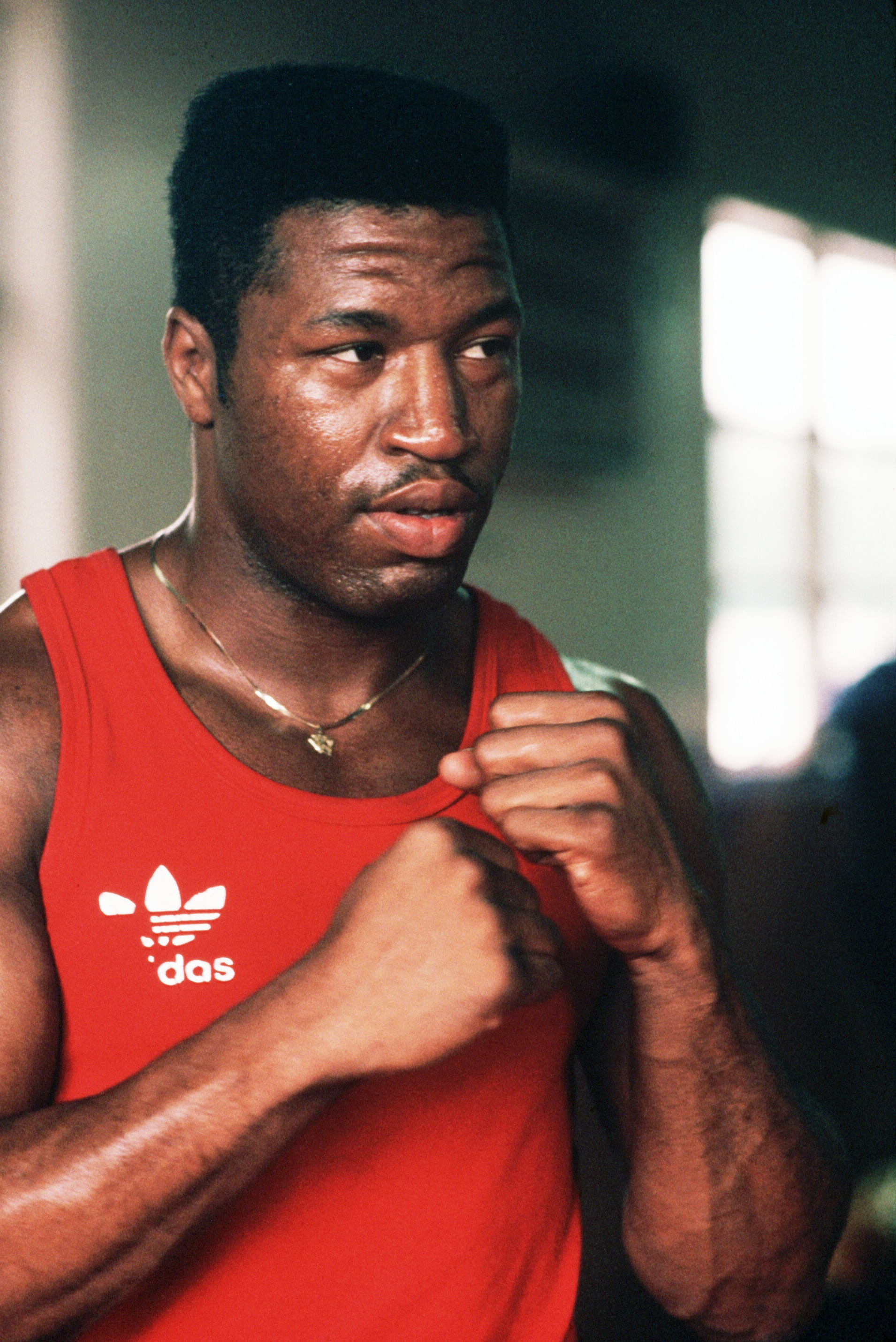
Рэй Мёрсер

В марте 2002 года в третьей защите титула Владимир Кличко вышел на ринг с опытным южноафриканским боксёром Френсисом Ботой (44-3-1). Бота бросался на Кличко, стараясь через размашистый боковой войти в ближний бой, где бы ему удалось провести результативную серию ударов. Кличко, действуя крайне осмотрительно, даже после нескольких результативных ударов держал Боту на дистанции. В середине боя Бота начал уставать, делая большие паузы между сериями своих ударов, а Кличко постепенно накапливал мощь ударов. Тем не менее, Бота успевал восстанавливаться и начало каждого раунда проводил весьма активно. В 8 раунде рефери остановил бой, зафиксировав победу Кличко техническим нокаутом.

### Защита титула в бою с Рэем Мёрсером
В июне 2002 года в США Владимир Кличко вышел на бой против олимпийского чемпиона 1988 года Рэя Мерсера. В конце 1-го раунда Кличко выбросил в челюсть два левых хука подряд, затем добавил ещё один мощный левый хук. У Мерсера подогнулись ноги, и он начал падать. Кличко вдогонку пробил ещё один левый хук. Мерсер рухнул на настил. Он поднялся на счёт 8. После возобновления боя Кличко выбросил несколько кроссов, часть из которых пришла в цель, но Мерсер смог продержаться до гонга. Весь 6-й раунд Кличко бил кроссы в голову противника. Мерсер практически не отвечал. В середине 6-го раунда украинец прижал к канатам противника и начал избивать. Рефери прекратил бой. Мерсер с решением не спорил. Лицо американца было избитым. Согласно послематчевой статистике телеканала HBO, украинец имел колоссальное преимущество по силовым ударам.

### Бой с Джамилем Макклайном
7 декабря 2002 года Кличко встретился с Джамилем Макклайном. Кличко доминировал весь бой. В конце 10-го раунда он провёл несколько хуков в голову. Макклайн оказался в нокдауне. Американец с трудом встал на счёт 10. В это же время прозвучал гонг. В перерыве между 10-м и 11-м раундами угол Макклайна принял решение снять своего бойца с поединка. Рефери Джей Нейди зафиксировал технический нокаут.

Корри Сандерс после победы над Владимиром Кличко

### Поражение в бою с Корри Сандерсом
В марте 2003 года в Германии состоялся бой с ещё одним южноафриканцем Корри Сандерсом. Пресса и сам Кличко отнеслись к противнику как к проходному. Бой продолжался всего 2 раунда. В последнюю минуту 1-го раунда левша Сандерс левым свингом отправил Кличко в нокдаун, Владимир поднялся, но от следующей атаки Сандерса снова оказался в нокдауне. В концовке 1-го раунда только гонг спас Кличко от нокаута. Всего за бой Сандерс 4 раза отправлял Владимира на настил ринга. После 4-го падения в середине 2-го раунда рефери остановил бой.
30 августа 2003 года Кличко встретился с аргентинцем Фабио Моли в бою за вакантный интерконтинентальный титул чемпиона WBA. В 1-м раунде аргентинец рухнул на настил.
В декабре 2003 года Кличко техническим нокаутом в четвёртом раунде победил Даниэля Николсона. Этот поединок собрал 10,2 миллионов зрителей в Украине на канале 1+1.

### Поражение в чемпионском бою с Леймоном Брюстером
В апреле 2004 года Кличко вышел на ринг против американца Леймона Брюстера. Кличко легко выигрывал первые 4 раунда. В 4-м раунде двойкой он послал Брюстера в нокдаун. В самом конце 4-го раунда оба боксёра, зацепившись друг за друга, свалились на настил. В 5-м раунде Кличко начали покидать силы. Брюстер почувствовал это и начал избивать его. Ближе к концу раунда рефери отсчитал стоячий нокдаун украинцу. Тем не менее Кличко продержался до гонга, а после обессиленный рухнул на настил. Рефери остановил бой.

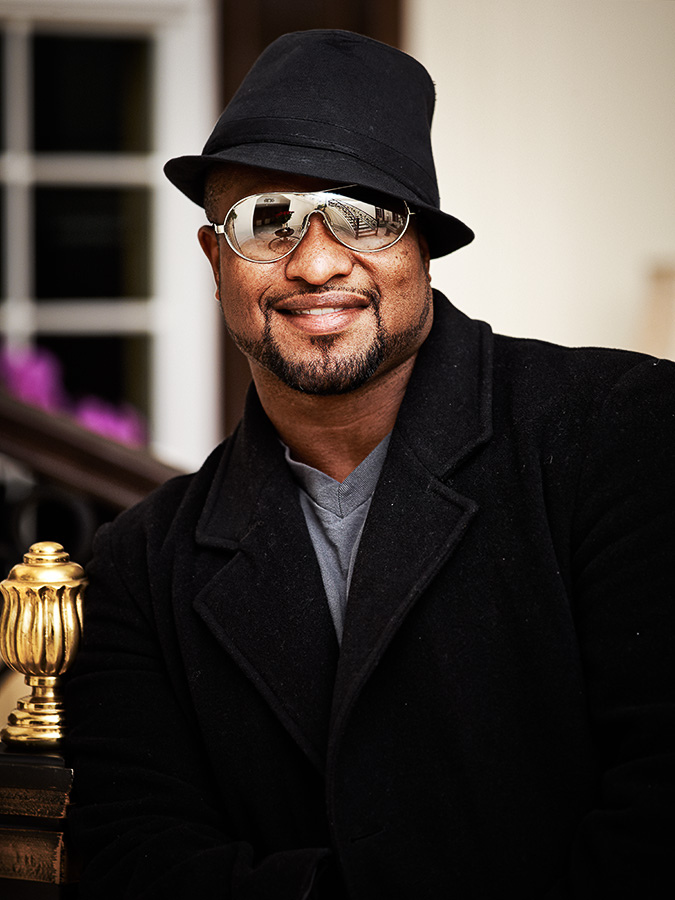
Леймон Брюстер

### Бой с Дэваррилом Уильямсоном
2 октября 2004 года Кличко вышел против американца Дэваррила Вильямсона и провёл самый невнятный в своей карьере бой, который дал массу поводов для ещё более жесткой критики со стороны СМИ. Кличко очень неуверенно и нерешительно действовал в течение всего поединка, часто проваливался в атаках и демонстрировал огрехи в технике. После очередного промаха Кличко потерял равновесие и одновременно с этим пропустил точный удар в подбородок. Чтобы не упасть, ему пришлось коснуться перчаткой пола, и рефери отсчитал ему нокдаун. Вильямсон бросился вперед, однако Кличко дал отпор. Пятый раунд прошёл в очень медленном темпе, и бой неожиданно завершился за секунду до гонга — бойцы очень сильно столкнулись головами, в результате чего на лбу Кличко образовалось глубокое рассечение. Доктор Маргарет Гудман осмотрела Владимира и заявила, что она видит кость. По её рекомендации рефери остановил поединок, и судьи зафиксировали победу Кличко техническим решением.
В апреле 2005 года Кличко нокаутировал непобеждённого Элисео Кастильо.

### Первый бой c Сэмюэлем Питером
В сентябре 2005 года состоялся отборочный поединок за звание чемпиона мира сразу по двум версиям МБФ (IBF) и ВБО (WBO) между Сэмюэлом Питером и Владимиром Кличко. Это был бой двух нокаутеров. Памятуя о своих недавних неудачах против Корри Сандерса и Леймона Брюстера, Кличко старался не влезать в открытый бой, держась на дистанции от противника. В 5-м раунде Питер два раза посылал Кличко в нокдаун. В 10-м раунде Кличко вновь побывал на настиле. В 12-м раунде Кличко потряс Питера, но добить не смог. По окончании боя единогласным решением судей Кличко был объявлен победителем.

### Чемпионский бой с Крисом Бёрдом, 2006 год
В апреле 2006 года Кличко вышел на бой против чемпиона в тяжёлом весе по версии МБФ (IBF) Криса Бёрда, которого уже побеждал в 2000 году. Кличко доминировал весь бой. В начале 7-го раунда он правым крюком послал чемпиона на настил. Бёрд поднялся, его лицо было залито кровью. Рефери остановил бой. Кличко победил техническим нокаутом, став новым чемпионом по версии ІВF. Бой проходил на арене «SAP Arena» города Мангейма.
11 ноября 2006 года Кличко в добровольной защите встречался с непобеждённым Кэлвином Броком. Шесть раундов Кличко за счёт джеба контролировал бой. В 7-м раунде он начал активно атаковать противника. В середине раунда двойкой он послал Брока на настил. Брок тяжело вставал и, поднявшись, нетвёрдо держался на ногах. Рефери остановил бой.
В марте 2007 года Кличко встретился с обязательным претендентом Рэем Остином. Этот бой проходил снова в «SAP Arena». Остин не оказал достойного сопротивления. В середине 2-го раунда Кличко левым хуком попал в челюсть Остина. Рей согнулся и прижался к канатам. Кличко сразу же выбросил ещё несколько левых полухуков-полуапперкотов в район левого виска Остина. Американец упал. Остин на счет 10 находился в полусогнутом состоянии, и рефери остановил бой. За все время боя Владимир ни разу не ударил соперника правой рукой.

### Бой с Леймоном Брюстером, 2007 год
В июле 2007 Кличко проводил добровольную защиту против своего победителя Леймона Брюстера. Брюстер был сильно избит, так что в перерыве между 6-м и 7-м раундами угол Брюстера снял претендента с боя. Кличко взял реванш.

### Объединительный бой с Султаном Ибрагимовым
23 февраля 2008 года состоялся объединительный поединок между чемпионами в супертяжёлом весе — по версии IBF Владимиром Кличко и по версии WBO Султаном Ибрагимовым. Кличко превосходил своего соперника в росте и размахе рук. Бой начался очень осторожно. Оба боксёра не форсировали события. Кличко держал Ибрагимова на дистанции, работая преимущественно джебом. Он перебивал своим джебом удары Ибрагимова. К середине боя недовольный зал начал свистеть. В 9-м раунде Кличко провел две двойки в голову подряд, и Ибрагимова от падения спасли только канаты; однако он мгновенно восстановился. В самом конце 11-го раунда Владимир Кличко в контратаке провёл правый хук в челюсть, затем повторил. Гонг спас Ибрагимова от возможных неприятностей. По окончании поединка судьи единогласным решением объявили победителем Владимира Кличко.

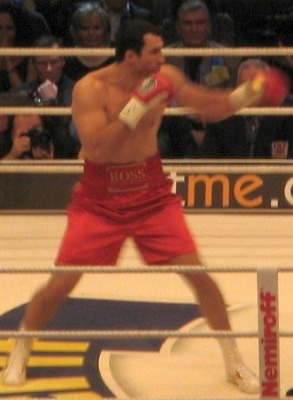
Владимир Кличко во время боя с Хасимом Рахманом

Это было 1-е объединение титулов в тяжёлом весе с 1999 года.

### Бой с Тони Томпсоном, 2008 год
В июле 2008 года Владимир Кличко вышел на ринг против обязательного претендента по версии WBO Тони Томпсона. Кличко доминировал в бою. В конце 2-го раунда противники стукнулись головами, и чемпион получил рассечение над правым глазом. В конце 10-го раунда украинец вошёл в клинч с американцем. Томпсон попятился назад и, не удержавшись, рухнул на пол. Рефери дал передышку американцу. В середине 11-го раунда Кличко провёл встречный правый свинг в голову. Томпсон рухнул на настил. Он не успел встать на счёт 10. Рефери зафиксировал нокаут. На канале Интер бой собрал в среднем 7,1 миллионов зрителей.

### Бой с Хасимом Рахманом

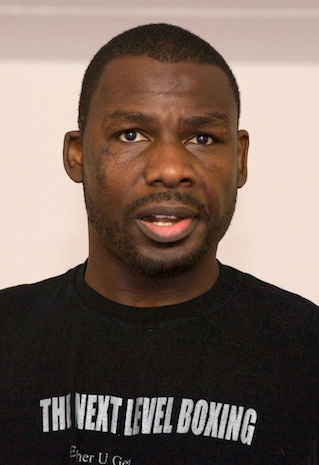
Хасим Рахман в 2008 году

На 13 декабря 2008 года в САП-Арене города Мангейма (Германия) был запланирован бой Владимира Кличко с обязательным противником Александром Поветкиным. Но в октябре Поветкин получил травму во время пробежки в лесу, и его бой с Кличко был отменён. Однако менеджмент Кличко нашёл противника на замену Поветкину — им стал бывший двукратный чемпион мира Хасим Рахман. Живой интерес и готовность провести бой с Кличко сигнализировали промоутеры другого бывшего чемпиона — Олега Маскаева, уже дважды побеждавшего Рахмана в прошлом, но команда Кличко отдала предпочтение Рахману.

Поединок оказался неравным: Кличко явно доминировал на протяжении всего боя. Рахман оказался в нокдауне, а в начале 7-го раунда уже не мог защищаться от ударов Кличко, после чего судья остановил бой. Владимир Кличко победил техническим нокаутом. На Украине бой посмотрело в среднем 10,3 миллионов зрителей, в Германии — 9,67 миллионов человек. 

### Бой с Русланом Чагаевым
20 июня 2009 года Владимир Кличко вышел на ринг с действующим чемпионом мира по версии WBA, Русланом Чагаевым. Но бой объединительным не являлся, поскольку WBA отказалась его санкционировать и титул этой организации в бою не разыгрывался. В этом бою также впервые с 2004 года разыгрывался пояс одного из самых авторитетных мировых журналов о боксе «The Ring» в тяжёлом весе. Этот пояс разыгрывается при встрече двух самых сильных боксёров в мире по версии этого журнала.
Кличко захватил инициативу с первых секунд поединка. Чагаев пытался контратаковать, однако джеб Владимира оказался для него серьёзной преградой. Во втором раунде Кличко послал Чагаева в нокдаун правым кроссом. Односторонний бой остановили секунданты Чагаева перед началом 10 раунда. Это было первое поражение Руслана Чагаева. Бой собрал в среднем 11,5 миллионов зрителей на канале RTL и 7,5 миллионов зрителей на Интере.

### Бой с Эдди Чемберсом

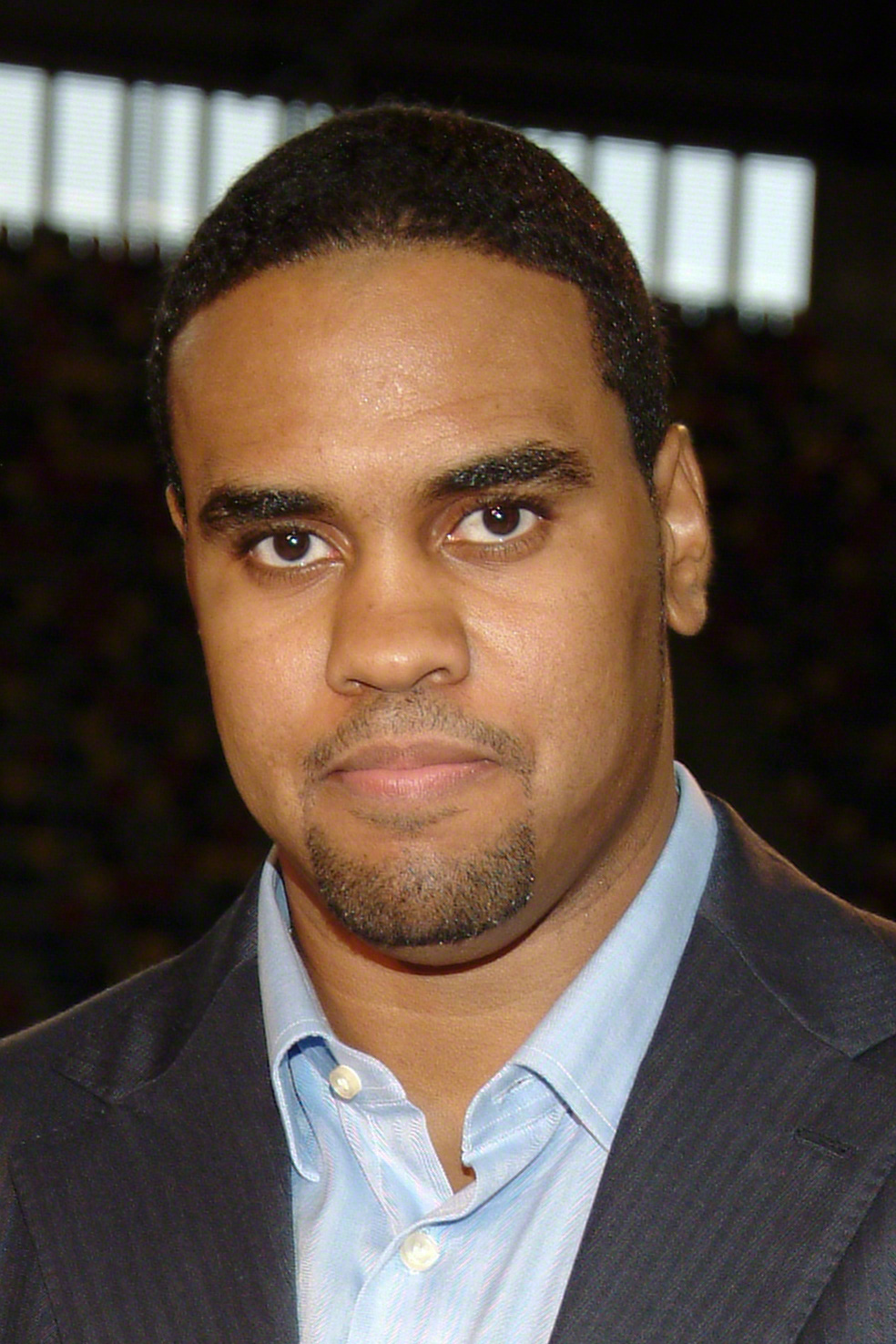
Эдди Чемберс

20 марта 2010 года Владимир встретился с американцем Эдди Чемберсом. Чемберс был обязательным претендентом на титул по версии WBO, победившим перед этим экс-чемпиона мира Сэмуэля Питера и первого номера рейтинга WBO Александра Дмитренко. Владимир доминировал по ходу всего поединка. Эдди Чемберс пытался внести сумбурность в действия Владимира с помощью борцовских приемов. Однако во втором раунде Кличко провел мощный правый кросс, который потряс Чемберса. Он не смог восстановиться и навязать Кличко свой сценарий поединка. Кличко регулярно доносил тяжёлые удары до головы Чемберса и за 14 секунд до окончания раунда отправил Чемберса в тяжёлый нокаут левым хуком. На канале RTL бой посмотрело в среднем 12,59 миллионов человек, на Интере — 9,1 миллионов зрителей.

### Бой с Сэмюэлем Питером, 2010 год

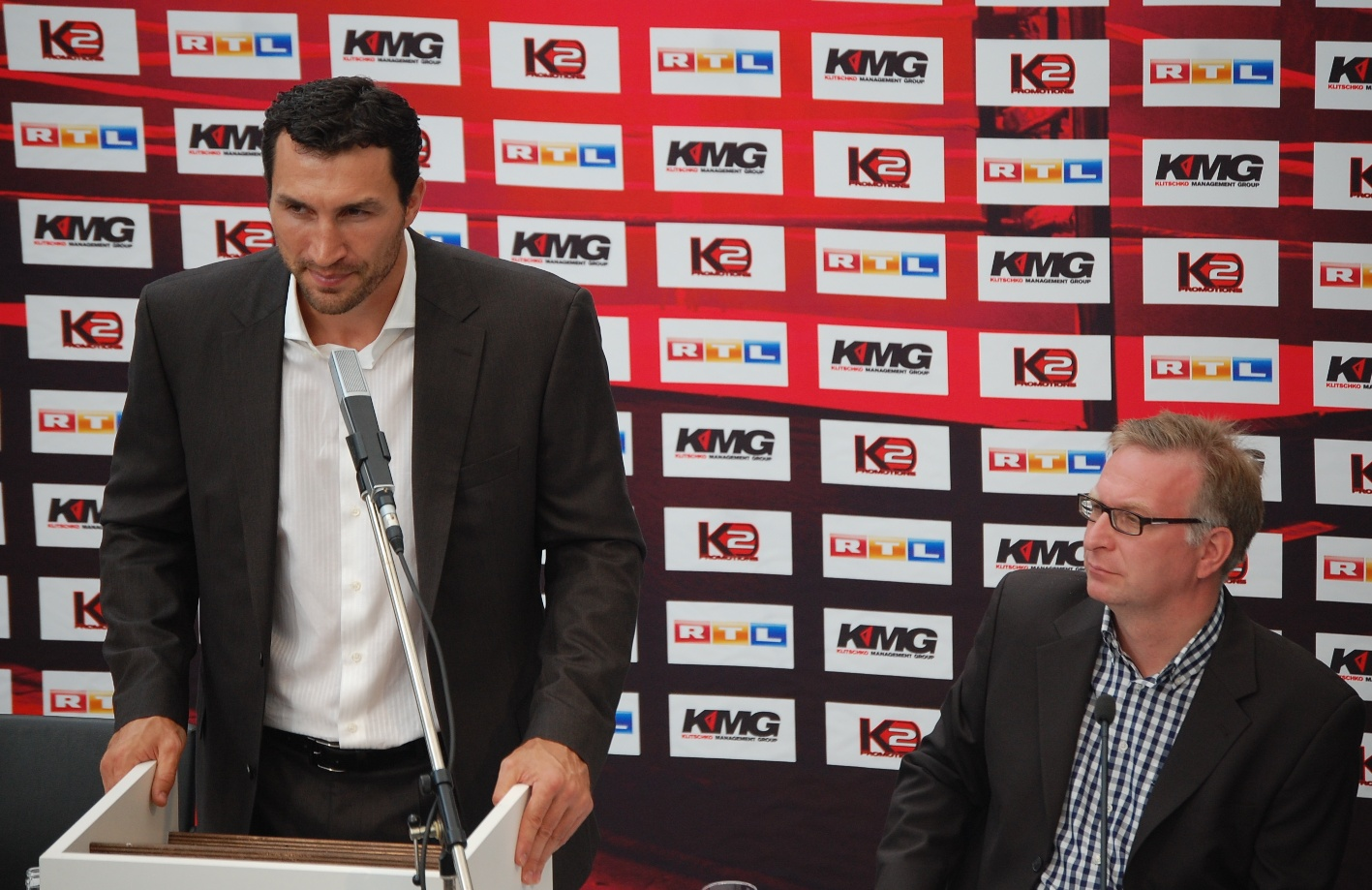
Пресс-конференция Владимира Кличко на «Коммерцбанк-Арене» во Франкфурте, 2010 год

В сентябре 2010 года Кличко вышел на ринг с обязательным претендентом по версии IBF, Сэмюэлем Питером. Питер занимал 2-ю строчку в рейтинге IBF, но 1-й номер, Александр Поветкин, отказался от встречи с Кличко, и Питер был назначен обязательным претендентом. Владимир Кличко доминировал по ходу всего боя, преимущественно удерживая рвущегося в бой нигерийца на дистанции и периодически нанося точные силовые удары и джебы. Вторая половина поединка вместе с усталостью Питера принесла несколько точных ударов в пользу Кличко, после чего нигериец стал нетвёрдо стоять на ногах и всё реже наносил даже размашистые кроссы, которые рассекали воздух. На второй минуте 10-го раунда Кличко удачно провёл апперкот, который потряс Питера. После этого Кличко уже не отпустил нигерийца, закончив бой серией ударов, после которых Питер оказался на полу. Рефери остановил бой. Питер не вставал с настила около 2-х минут. Кличко одержал победу.

### Объединительный бой с Дэвидом Хэем

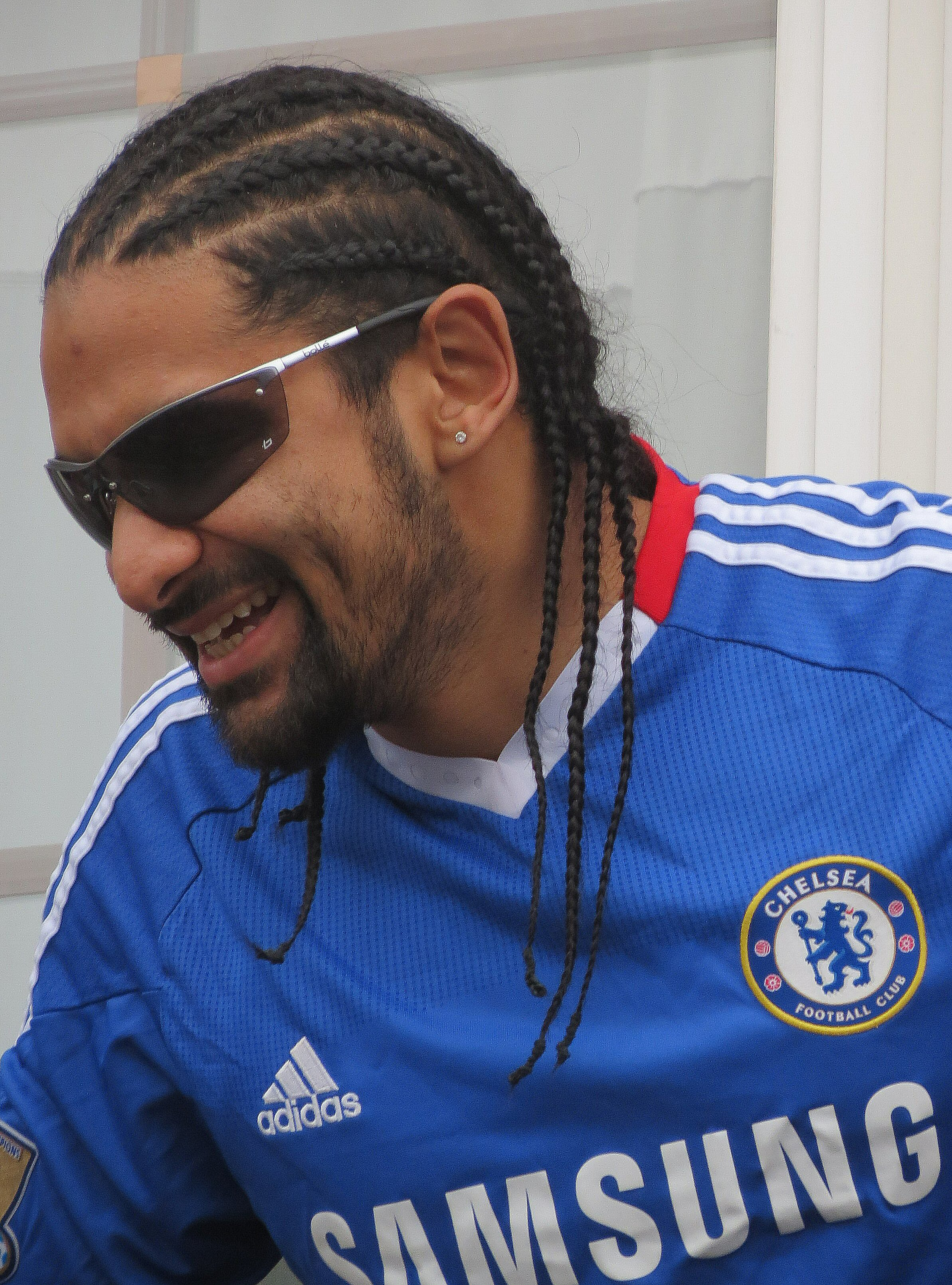
Дэвид Хэй

2 июля 2011 года состоялся долгожданный объединительный поединок Владимира Кличко с Дэвидом Хэем. Бой совершенно не оправдал ожиданий «мясорубки» и «нервного срыва». Проходил динамично, в основном на дальней дистанции, клинчей было мало. Кличко работал первым номером, не стремился форсировать события, работая левым джебом, лишь изредка пуская в ход правый прямой, сохраняя предельную концентрацию и спокойствие, невзирая на провокации со стороны соперника. Контратаки, на которые так рассчитывал Дэвид, удавались редко. Хэй был более манёвренным, часто уклонялся, регулярно падал на колени и апеллировал к рефери (однажды это принесло плоды — рефери вынес Кличко предупреждение). При очередном картинном падении Хэя на колени рефери зафиксировал удар и отсчитал нокдаун. Кличко победил единогласным решением судей. В интервью после боя Хэй пожаловался на травму мизинца на ноге, полученную на тренировке две недели назад.

### Бой с Жаном-Марком Мормеком

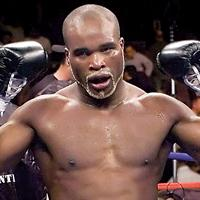
Жан-Марк Мормек

3 марта 2012 года Кличко встретился с бывшим чемпионом мира в первом тяжёлом весе, французом Жан-Марком Мормеком. Бой начался с контроля ринга украинцем, а француз практически не бил, а «нырял» под Кличко, пытаясь клинчевать и подстраиваться к удобной себе дистанции. Во втором раунде Владимир «двойкой» пробил в голову Мормека и отправил его в нокдаун. Мормек оправился и смог проклинчевать до конца раунда. В третьем раунде после удачной атаки Кличко Мормек попятился назад, схватившись за украинца, и оба боксёра упали. Рефери разнял боксёров. В четвёртом раунде Владимир также пробил удачную «двойку», и после того как Мормек «поплыл», Кличко пробил мощный левый боковой и правый прямой вдогонку уже падающему Жан-Марку. Мормек встал на десятой секунде отсчета, но не мог уверенно стоять на ногах. Рефери остановил поединок. Кличко уверенно победил. Примечательно, что в составе команды Кличко присутствовал Алексей Стаут — 14-летний мальчик, больной неизлечимой болезнью. Познакомиться с Владимиром Кличко было его давней мечтой. Мировая аудитория боя оценивалась в 500 миллионов телезрителей.

### Бой с Тони Томпсоном, 2012 год
В июле 2012 года состоялся второй бой Владимира Кличко с обязательным претендентом по версии IBF, Тони Томпсоном. 1-й раунд прошёл в равной борьбе, боксёры присматривались друг к другу. Во 2-м раунде было заметно небольшое преимущество Кличко. Во втором раунде после неудачной атаки Томпсон потерял равновесие и упал. В целом раунд с небольшим преимуществом остался за Владимиром. В 3-м раунде случился единственный острый эпизод со стороны американца: Томпсон встретил Кличко встречной атакой. 4-й раунд был не очень активным со стороны Кличко. Томпсон был немного уверенней. В конце 5-го раунда Кличко очень сильно потряс Тони и отправил его на настил. Томпсон присел после падения, но успел подняться до окончания отсчёта. В 6-м раунде Кличко длинной серией отправил Томпсона в нокаут. Томпсон встал на счёт 10, но неуверенно стоял на ногах, и рефери прекратил бой, зафиксировав победу Кличко техническим нокаутом. Как и в первой встрече, Томпсон, оказавшись в последнем нокдауне, упал на правый бок в полусогнутом состоянии, согнув правую руку под голову. После победы над американцем, во время интервью телеканалу RTL, Владимир Кличко спел песню «Happy Birthday to You!» своему тренеру Эмануэлю Стюарду в прямом эфире. В этот день у него был день рождения, и Эмануэлю исполнилось 68 лет.
Ещё до боя с Томпсоном велись переговоры с другими потенциальными соперниками на следующую защиту титулов. Одним из главных претендентов назывался американец Крис Арреола. Но позже Арреола отказался от возможного боя, так как являлся первым номером в рейтинге WBC, и в случае завершения спортивной карьеры Виталия Кличко участвовал бы в чемпионском бою без встречи с одним из братьев.

### Бой с Мариушем Вахом

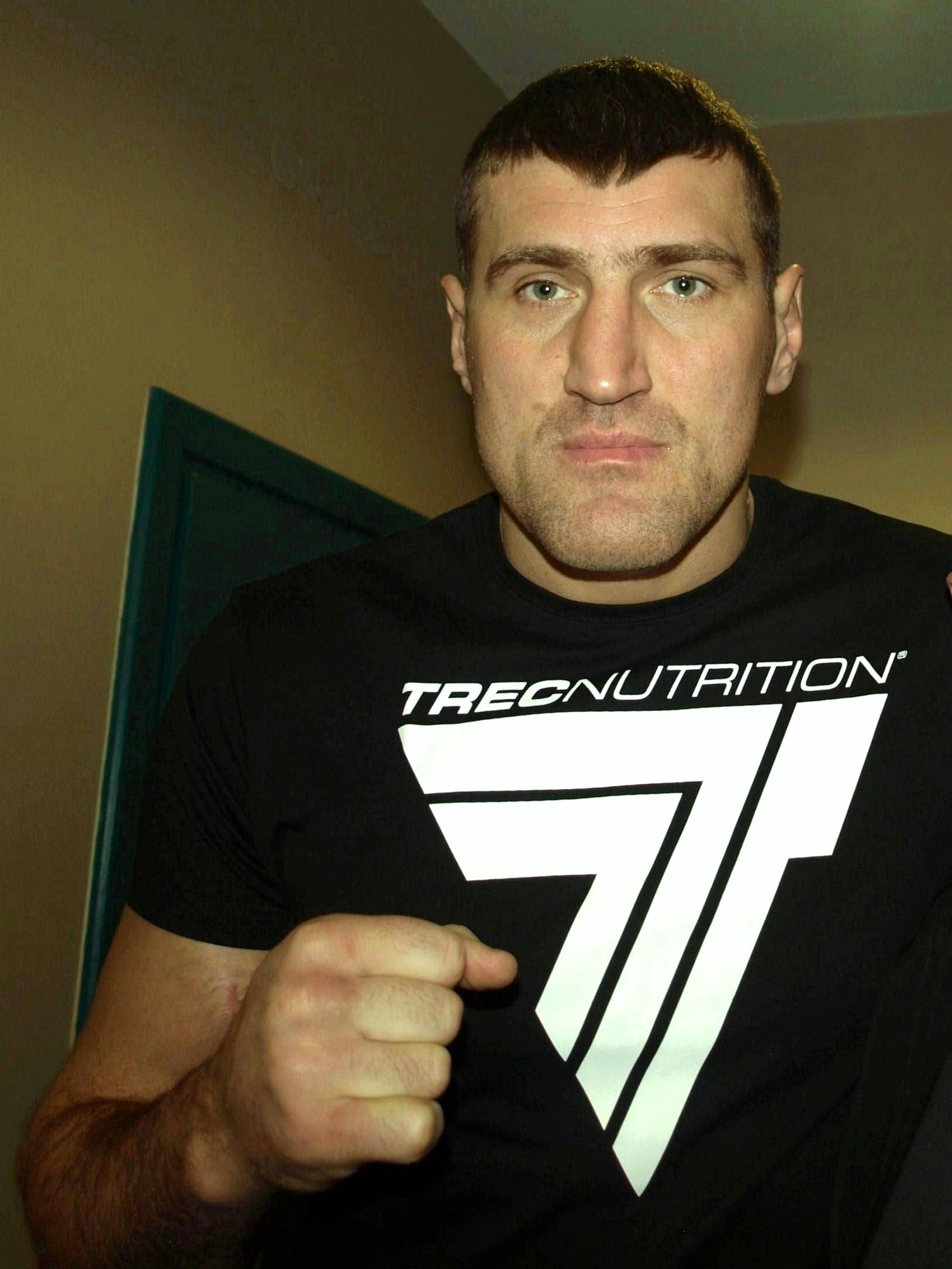
Мариуш Вах

В связи с болезнью тренера Владимира Кличко Эмануэля Стюарда временным тренером стал американский боксёр Джонатон Бэнкс. 25 октября, в самый разгар тренировочного процесса Владимира, Эмануэль Стюард скончался после продолжительной болезни.
Перед поединком была показана мини-версия мюзикла «Рокки», а после показа Майкл Баффер представил на ринге Сильвестра Сталлоне, который ещё больше вызвал ажиотаж как предстоящего мюзикла, так и предстоящего боя.
В ноябре 2012 года Кличко встретился с непобеждённым польским боксёром Мариушем Вахом. Бой начался в нетипичной для Кличко манере ведения боя: он в первом же раунде пошёл в атаку и уже на первой минуте донёс множество удачных одиночных ударов в голову Ваха. Соперники регулярно атаковали друг друга джебами, и в этом отношении больше преуспел Кличко: первые четыре раунда остались за ним. Скорость была на стороне украинца, однако в конце пятого раунда Вах точным правым кроссом из под руки потряс Кличко. Чемпион отошёл к канатам и стал уворачиваться от последующего града ударов. Все последующие удары пришлись либо мимо цели, либо в защиту. Но на карточках одного из судей эффектная концовка пятого раунда склонила счёт в пользу Ваха, хотя на протяжении первых двух минут Кличко был убедительней. Измотав противника, Кличко начал проводить многочисленные атаки в два-три удара. Одним из самых зрелищных раундов стал 8-й, в котором Кличко наносил множество точных комбинаций джебами. Вах сумел додержаться до гонга. Несмотря на отсутствие нокдаунов, двое из трёх судей отдали победу Кличко в этом раунде со счётом 10:8 за тотальное превосходство.
Кличко сохранил чемпионские пояса по версиям WBA, WBO, IBF IBO и The Ring. Эта победа стала для 36-летнего украинского боксёра 17-й подряд и 59-й (51 — нокаутом) в карьере.
Для Ваха это поражение стало первым в карьере в 28 (27 побед) боях. После боя допинг-проба показала наличие запрещенного препарата в крови поляка. Повторный анализ подтвердил наличие в его организме допинга. Кёльнский институт биохимии установил следы анаболического стероида станозолола, более известного как винстрол — вещества, стимулирующего рост сухой мышечной массы, также способствующего увеличению силы удара.

### Бой с Франческо Пьянетой
4 мая 2013 года в добровольной защите титулов, Кличко вышел на ринг в Германии с не имеющим поражений, итальянцем Франческо Пьянетой. Начиная с первого раунда Владимир завладел явным преимуществом, контролируя своего соперника на дистанции и нанося точные удары с обеих рук. Пьянета пробовал сокращать дистанцию и атаковать длинными ударами слева, но у него решительно ничего не получалось и в 4-м раунде, после точного удара справа, он оказался в нокдауне. Итальянец смог подняться и продолжить бой, но уже в следующем, 5-м раунде, снова побывал на полу после левого бокового Кличко. В 6-м раунде украинец вновь отправил своего соперника на настил ринга, тот тяжело встал, и рефери, видя состояние Пьянеты, решил остановить схватку.

### Бой с Александром Поветкиным

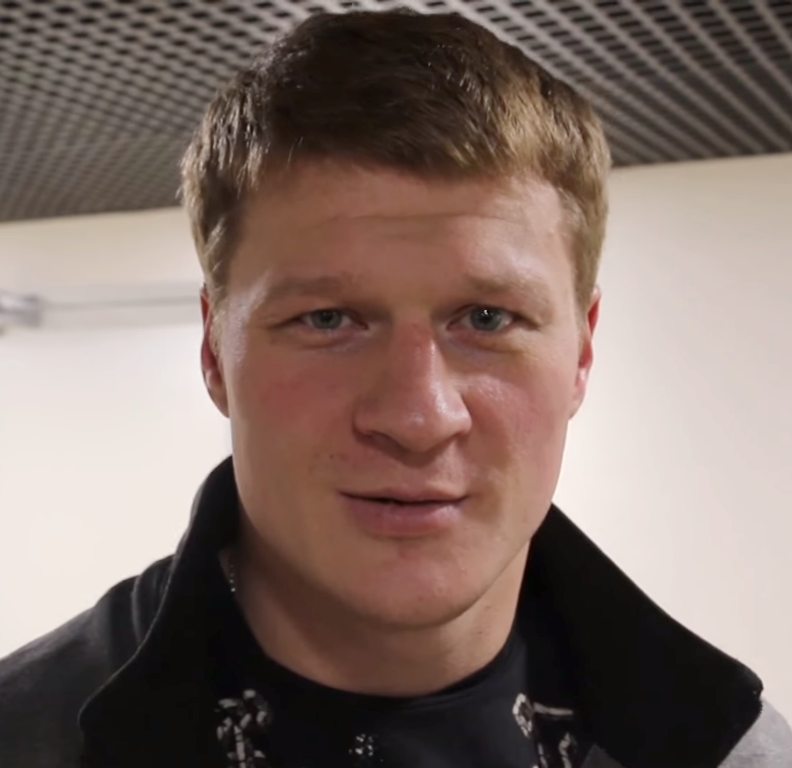
Александр Поветкин

5 октября 2013 года в спортивном комплексе «Олимпийский» в Москве состоялся долгожданный поединок двух олимпийских чемпионов по боксу в супертяжёлом весе — Владимиром Кличко (1996) и Александром Поветкиным (2004) за титулы чемпиона мира по версиям WBA (Super), IBF, WBO, IBO, а также по версии авторитетного журнала The Ring, которыми обладал Владимир. Поединок преподносился общественности, как «бой десятилетия», но в итоге не оправдал ожиданий зрителей.
С первого и до последнего раунда поединок проходил с явным преимуществом Владимира. Кличко умело использовал свои преимущества над Поветкиным в росте, длине рук, массе тела. Поветкин, понимая, что на дальней дистанции он будет проигрывать, выбрал отработанную тактику сближения с соперником, чтобы его «ломать» на ближней дистанции, но она не увенчалась успехом. Весь бой Александр шёл в атаку, пытаясь нанести решающий удар, но Владимир легко «читал» его задумки и не подпускал Поветкина на ближнюю дистанцию, нанося большое количество встречных ударов. Кличко эффективно использовал свой «фирменный» левый джеб и постоянно «связывал» руки Александра в клинчах, вследствие чего к концу боя Поветкин был сильно измотан. Ситуация в клинчах повторялась на протяжении всего поединка и рефери неоднократно приходилось разводить соперников. Тем не менее, тактика контрпанчера/спойлера, в которой действовал Кличко, сработала — благодаря его точным ударам джебами и блокированием попыток атак Александра в клинчах, преимущество было на его стороне. По окончании поединка судьи отдали Владимиру победу единогласным решением — 119:104. Владимир Кличко в 15-й раз защитил титулы чемпиона мира и нанёс первое поражение в профессиональной карьере Александра Поветкина. За этот поединок Владимир получил рекордный для себя гонорар в размере 17,4 млн долларов. В России, согласно некоторым оценкам, бой в целом посмотрели около 23 миллиона человек. Примерно такое же количество зрителей посмотрело бой на Украине. В Казахстане за боем наблюдало в среднем 5,4 миллионов человек.

### Бой с Алексом Леапаи
26 апреля 2014 года в Германии Владимир Кличко в 16-й защите титулов встретился с обязательным претендентом по версии WBO, австралийцем самоанского происхождения, Алексом Леапаи. Претендент ничего не смог противопоставить в ринге чемпиону. В первом раунде Алекс, попробовав сблизить дистанцию и пропустив в результате три джеба подряд, упал в нокдаун. Далее австралиец старался действовать более осторожно, но принимал почти все удары, выброшенные Владимиром. В 5-м раунде Леапаи выбросил размашистый свинг, Кличко с лёгкостью увернулся от него, но немного оступился и попятился назад. После этого Владимир стал действовать более агрессивно и отправил двойкой Леапаи в очередной нокдаун. Австралиец смог подняться, но следом такой же двойкой Кличко нокаутировал претендента в абсолютно одностороннем бою.

### Бой с Кубратом Пулевым
Болгарский супертяжеловес Кубрат Пулев неоднократно заявлял раньше, что желает встретиться в бою с Владимиром Кличко. 9 мая 2014 года Пулев был объявлен обязательным претендентом на титул чемпиона мира по версии IBF. На переговоры об организации боя с Кличко были даны 30 дней. В мае, появилась информация, что такой бой запланирован на 6 сентября 2014 года в Гамбурге (Германия), однако в конце августа Кличко отменил бой из-за травмы, и поединок был перенесён на 15 ноября 2014 года. После этого Борислав Бояджиев, тренер Кубрата Пулева, обвинил Кличко в симуляции травмы и в том, что таким образом он намеренно сломал всю подготовку Кубрата, который к концу августа вышел на пик своей формы. Команда Пулева отказалась выплачивать чемпионские взносы по всем организациям, поэтому для Пулева на кону стоял только титул IBF.
Поединок состоялся 15 ноября. Бой проходил в среднем темпе. В первом же раунде на 30-й секунде первой минуты, Пулев потряс Владимира джебом, но затем сам дважды побывал в нокдауне. Оба боксёра часто использовали джеб, было много ударов в клинчах. В 3-м раунде чемпион потряс претендента правым ударом и затем отправил его на канвас хуком слева. В 4-м раунде болгарин перехватил инициативу и провёл несколько удачных комбинаций. В 5-м раунде Кличко нокаутировал Пулева левым боковым. Пулев потерпел первое поражение на профессиональном ринге. Поединок вышел очень зрелищным: Пулев показал себя одним из немногих боксёров, который так же хорошо использовал джеб, удачно пробивал чемпиона в клинчах и, несмотря на неполные 5 раундов боя, провёл много успешных попаданий. Мировая аудитория боя оценивалась в 300 миллионов телезрителей.

### Бой с Брайантом Дженнингсом
В середине 2014 года Брайант Дженнингс победил в претендентском бою за право сразиться с чемпионом мира по версии WBC Бермейном Стиверном. И менеджеры Владимира Кличко сосредоточенно вели переговоры о проведении боя исключительно с Брайантом Дженнингсом. 17 января 2015 года стало известно, что американский тяжеловес Брайант Дженнингс подписал контракт на бой с Владимиром Кличко. Бой был назначен на 25 апреля 2015 года и прошёл в спортивном комплексе «Мэдисон-сквер-гарден» в Нью-Йорке.
Чемпион мира по версиям IBF, WBA, WBО, IBO и журнала «The Ring Magazine» Владимир Кличко (64-3, 53 КО) успешно защитил принадлежащие ему титулы в поединке с американским претендентом Брайантом Дженнингсом.

### Поражение в бою с Тайсоном Фьюри
6 июля 2015 года команды чемпиона WBA, WBO, IBF, IBO и The Ring в тяжёлом весе Владимира Кличко (64-3, 54 КО) и официального претендента на титулы WBA, WBO, IBO, IBF и The Ring британца Тайсона Фьюри (24-0, 18 КО) достигли соглашения и промоутерские торги, которые должны были состояться в Панаме, были отменены. Представители боксёров договорились о поединке буквально за считанные минуты до начала торгов. Поединок Кличко — Фьюри был назначен на 24 октября в Дюссельдорфе, но состоялся 28 ноября 2015 года.
Бой выдался не богатым на события. С самого начала поединка, Фьюри, полностью отдал инициативу Владимиру и стал вести бой «вторым номером», ожидая атак от Кличко. Владимир, боксируя в привычном для себя стиле, пытался атаковать Тайсона левыми джебами с дальней дистанции, но с каждым раундом ошибочность этой стратегии становилась всё более очевидной. Фьюри, уворачиваясь от ударов Кличко, успешно проводил свои контрудары, активно перемещаясь по рингу. В поединке боксёры наносили друг другу мало точных ударов, но в целом Фьюри действовал активнее и чаще попадал. В 9-м раунде Кличко оказался спиной к Тайсону после выхода из клинча, не успел поднять руки после разворота и пропустил мощный левый боковой, а затем и апперкот, но всё же счёт нокдауна Владимиру открыт не был. В 11 раунде Фьюри потряс Владимира левым хуком, а затем нанёс удар по затылку и рефери снял с него очко. В финальном раунде Кличко пошёл в отчаянный штурм, пытаясь нокаутировать Фьюри, но было уже поздно, тем не менее Владимир выиграл этот раунд. За бой судье периодически приходилось разнимать боксёров из клинчей.
По окончании всех 12 раундов судьи отдали победу единогласным решением британцу. Счёт судейских записок: 115—112, 115—112, 116—111.

### Отменённый реванш с Тайсоном Фьюри
В конце июня 2016 года стало известно, что Тайсон Фьюри получил травму лодыжки, и ему придётся прервать интенсивные тренировки на полтора месяца. Поэтому, сначала бой был перенесён на 29 октября 2016 года, а затем бой был повторно перенесён на неопределённый срок «по медицинским показаниям». Ранее британское издание The Mirror сообщало, что в допинг-пробе, взятой у Фьюри в период с февраля по март 2015 года, были обнаружены следы анаболического стероида нандролона.
В октябре 2016 года британец Тайсон Фьюри, завоевавший титулы чемпиона мира по версиям суперчемпиона WBA, WBO и IBO в бою с многолетним чемпионом Владимиром Кличко, добровольно отказался от своих чемпионских титулов из-за невозможности их защищать по причине психологических проблем, депрессии и проблем с наркотиками. До этого, в конце сентября 2016 года достоверно стало известно, что в допинг-пробе Тайсона Фьюри были найдены следы кокаина.

### Поражение в чемпионском бою с Энтони Джошуа
29 апреля 2017 года в Лондоне на стадионе «Уэмбли» состоялся долгожданный поединок за титулы WBA Super, IBF, IBO между двумя олимпийскими чемпионами — британцем Энтони Джошуа (2012) и украинцем Владимиром Кличко (1996). Бой прошёл при рекордных 90 тысячах зрителей.
Несмотря на долгий перерыв между боями, Владимир Кличко был в отличной физической форме. В 1-м раунде Владимир «поддавливал» Энтони джебами, практически не используя правую руку. Много работал в защите туловищем. Джошуа несколько раз «прощупал» корпус Кличко и начинал атаки справа. За активность — раунд Энтони. В начале 2-го раунда Владимир попал, однако затем раунд прошёл на тихой волне, оба не были эффективны в атаке. Немного зажатый британец всё время пытался зацепить украинца левыми хуками. Равный раунд. 3-й раунд остался за Джошуа, который пробовал поймать Кличко апперкотами. Владимир мало сделал в атаке, стараясь вытащить на активность чемпиона. Энтони немного раскрепостился и попал вдогонку правым прямым в 4-й трёхминутке, но без особого эффекта. Такое же попадание было и у Кличко. Много фехтования. Раунд британцу. В 5-м раунде размеренное течение поединка внезапно закончилось: Джошуа пошёл вперёд и агрессивной серией сбил украинца в нокдаун. Неожиданный на первых секундах. Владимир понял, что дальше тянуть некуда и пошёл в атаку. Попал и потряс чемпиона. Позднее потряс снова, Джошуа едва стоял на ногах. Оба выглядели уставшими. В середине 6-го раунда Кличко мощнейшим правым прямым отправил чемпиона в нокдаун. Энтони поднялся, но выглядел потрясённым. В 7—8 раундах оба отдыхали, Владимир был первым номером и забрал в актив раунды. В 9-м раунде Джошуа активизировался и забрал его за счёт нескольких хороших попаданий. 10-я трёхминутка — Кличко за попадание справа на последней минуте. В 11-м раунде Энтони вновь пошёл искать счастья в атаке и в одном из эпизодом наотмашь отправил Владимира в тяжёлый нокдаун апперкотом. Кличко поднялся, но выглядел неважно, и спустя несколько секунд после возобновления боя снова упал. Проявив упорство Кличко поднялся и в состоянии грогги продолжил битву, но Джошуа начал избивать не отвечающего Кличко и рефери пришлось остановить поединок. Бой был признан боем года по версии ряда авторитетных изданий.
Таким образом, Энтони Джошуа защитил свой титул чемпиона мира по версии IBF, а также выиграл вакантные пояса IBO и суперчемпиона WBA.
Примечательно, что 12 декабря 2015 года другой подопечный Джонатона Бэнкса (тренер Владимира Кличко) — Диллиан Уайт, также проиграл Энтони Джошуа нокаутом, но в 7-м раунде. После этого поражения Диллиан Уайт принял решение прекратить сотрудничество с Джонатоном Бэнксом.

### Завершение карьеры профессионального боксёра

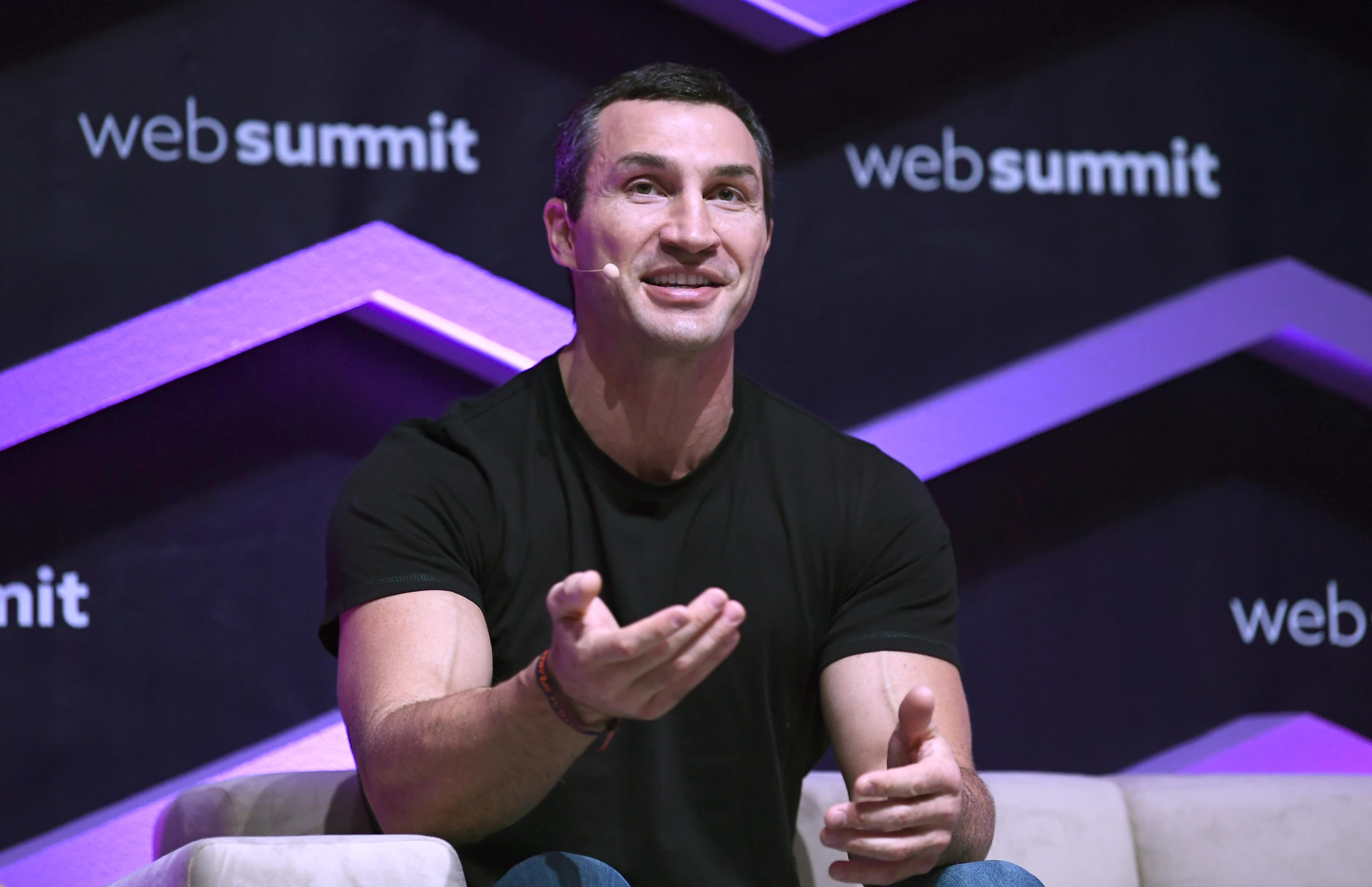
Владимир Кличко на сцене SportsTrade в день открытия Web Summit 2017 на Алтис-Арене в Лиссабоне

3 августа 2017 года Владимир Кличко объявил о завершении карьеры профессионального боксёра.
Спустя некоторое время, Владимир Кличко так прокомментировал своё решение относительно завершения карьеры профессионального боксёра: «У меня был план. Я был одержим победой в бою с Джошуа. У меня была тысяча причин согласиться на матч-реванш, и столько же, чтобы завершить карьеру. Но на момент принятия решения часть меня уже умерла. Я решил завершить карьеру, потому что заметил, что мотивация была уже не на том уровне. Даже возможные 20 миллионов, которые я мог заработать за реванш с Джошуа, не могли изменить моё мнение. Если бы я продолжал драться только из-за денег, я бы обманывал себя», — об этом он заявил в интервью немецкому изданию «Bild».

## Итоги карьеры

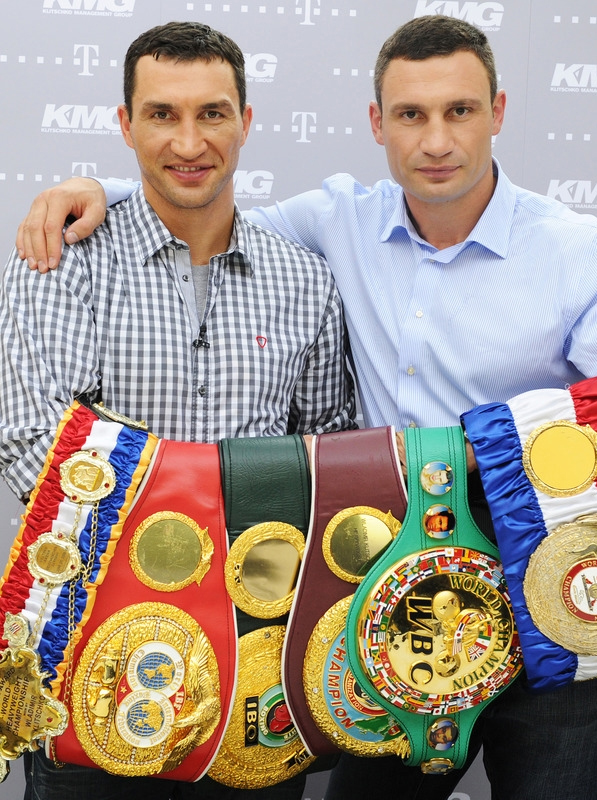
Владимир и Виталий Кличко с чемпионскими поясами

Во время владения титулом чемпиона мира в тяжелом весе, бои Кличко регулярно собирали от 300 до 500 миллионов телезрителей по всему миру. Кличко несколько раз входил в список 100 самых высокооплачиваемых спортсменов мира по версии Forbes: он занял 24-е место в 2012 году (заработал 28 миллионов долларов США между июнем 2011 и июнем 2012), 41-е место в 2013 (24 миллионов долларов), 25-е место в 2014 (28 миллионов долларов), 63-е место в 2015 (22,5 миллионов долларов) и 98-е место в 2017 (21,5 миллионов долларов). Кличко не вошел в список Forbes в 2016 году, несмотря на то что, согласно некоторым источникам, только за бой с Тайсоном Фьюри в ноябре 2015 он заработал около 22,5 миллионов долларов (занявший 100-е место Бастер Поузи заработал 20,8 миллионов долларов; занявший 85-е место Конор Макгрегор заработал 22 миллиона долларов). Согласно некоторым оценкам, за свою профессиональную карьеру Кличко заработал от 150 миллионов евро (около 200 миллионов долларов) до 250 миллионов долларов. Кличко также известен своей активной благотворительностью; по состоянию на декабрь 2020, Кличко является одним из пятнадцати бывших и нынешних спортсменов, удостоенных почетного звания «Чемпион ЮНЕСКО по спорту».
На Украине, бои с участием одного из братьев Кличко регулярно собирали от 10 до 20 миллионов телезрителей; некоторые бои Владимира собирали более 20 миллионов зрителей. Кличко занял первое место в рейтинге самых популярных звезд Украины по версии журнала Forbes в 2015 году, обойдя при этом певца Святослава Вакарчука и Студию Квартал-95, а также занял второе и третье места в 2012 и 2013 годах соответственно (в 2014 году рейтинг не составлялся). Владимир несколько раз входил в рейтинг 100 самых влиятельных людей Украины по версии журнала Корреспондент: он занял 95-е место в 2006 году, 88-е место в 2010, 43-е место в 2011, 51-е место в 2012-м и 45-е место в 2013-м. В 2008 году братья Кличко заняли 15-е место в телепроекте «Великие украинцы» по итогам народного голосования, в котором приняли участие около 2,5 миллионов человек.
Братья Кличко также считались очень популярными в Германии. Согласно статистике, приведенной телерадиокомпанией DW в 2011 году, почти 99 % жителей Германии знали о существовании братьев Кличко; согласно похожему исследованию, проведенному компанией TNS на заказ Horizont Sport Business в 2003 году, Владимира узнавали 91,7 % немцев, что ставило его на четвертое место в рейтинге самых узнаваемых спортсменов в Германии, а бой Владимира против Эдди Чемберса в марте 2010 года собрал на канале RTL большую аудиторию, чем возвращение легенды Формулы-1 Михаэля Шумахера. В 2012 году, братья Кличко заняли второе место по «индексу деятельности знаменитостей», составленному немецкой агентурой CPI Celebrity Performance для определения потенциала продаваемости знаменитостей в Германии; на основе опроса, составленного этой же агентурой в 2014 году, братья Кличко заняли шестое место в рейтинге самых значимых личностей в стране.
За всю свою карьеру Владимир победил 23 боксёров за титул чемпиона мира в тяжёлом весе, побив рекорд 21 побеждённых соперников, принадлежавший Джо Луису и Мухаммеду Али. Также, Кличко владел титулом чемпиона мира на протяжении 4382 дней (12 лет), что является лучшим показателем за всю историю тяжёлого дивизиона. Является рекордсменом по количеству побед в боях за титул объединённого (абсолютного) чемпиона, а также обладателем самой длинной серии защит объединённого (абсолютного) титула в истории двух самых популярных боевых видов спорта, профессионального бокса и смешанных единоборств. Занимает 42-е место в рейтинге лучших боксёров всех времен вне зависимости от весовой категории по версии BoxRec.
В 2021 году, Кличко был включен в Международный зал боксёрской славы в первый год своего допуска.

## Тренеры
- Фриц Здунек — 1996—2003 (бывший постоянный тренер Виталия Кличко).
- Эмануэль Стюард — 2004 — октябрь 2012.
- Джонатон Бэнкс — с октября 2012 по август 2017 (также действующий профессиональный боксёр, на 6 лет младше Владимира Кличко).

## Антропометрические данные
- Рост — 198 см.
- Вес — 109 кг.
- Размах рук — 206 см.
- Окружность груди — 122 см.
- Бицепс — 44 см.
- Окружность шеи — 44 см.
- Окружность кулака — 31,3 см.

## Личная жизнь
Первая жена — Александра Алиджановна Авизова (род. 1975), киевская модель. Владимир Кличко в прошлом встречался с Ивонн Каттерфельд (они также разыграли тему своих отношений в фильмах «Красавчик» и «Красавчик 2»). Другими девушками Владимира Кличко в разное время являлись: украинская топ-модель Диана Ковальчук, чешская супермодель Каролина Куркова, немецкая модель Алена Гербер, американская актриса Люси Лью, немецкая журналистка и телеведущая Назан Эккес.
С 2011 по 2018 год состоял в отношениях с американской актрисой Хейден Панеттьер, 9 декабря 2014 года у них родилась дочь Кайя Евдокия. В августе 2018 года стало известно, что пара рассталась, однако сохранила дружеские отношения.
Владимир Кличко играет на ударных инструментах на любительском уровне. Он катается на лыжах и сноуборде, занимается кайтсёрфингом и вейкбордингом.

## Прочие факты биографии
- Болельщик «Динамо» Киев[199].

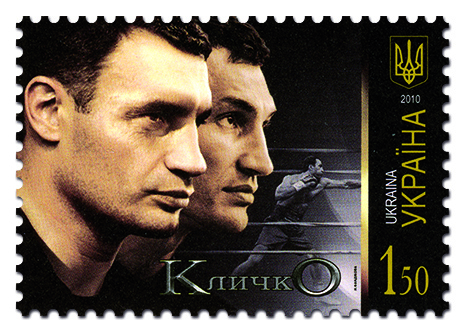
Почтовая марка Украины, 2010 год

- Выходил в ринг под композицию «Can’t Stop» американской рок-группы Red Hot Chili Peppers.
- В 2008 году, пребывая в Лос-Анджелесе, Владимир Кличко разыграл британского актёра-комика Сашу Барона Коэна, сыгравшего роль Бората Сагдиева в скандальном фильме Борат, в котором высмеивался Казахстан, откуда сам Кличко родом. В частности, он заявил, что его фильм «Борат» «не был смешным» и подшутил над ним, сказав, что «сворачивал людям шеи и за менее серьезные вещи»[200]. Затем Владимир признался Саше Барону Коэну, что на самом деле образ Бората считает потрясающим[200], что было воспринято актёром с облегчением[200].
- В мае 2009 года Владимир Кличко снялся в главной роли в клипе известного рок-музыканта Криса Корнелла «Part Of Me»[201].
- 29 марта 2012 года на благотворительном аукционе в Киеве золотая олимпийская медаль Владимира Кличко была продана за 1 млн долларов США (при этом сама медаль осталась в семье спортсмена). Средства, собранные во время этого аукциона, направляются на благотворительные проекты Фонда братьев Кличко[202].
- Кумирами Владимира Кличко в боксе являются Джо Луис и Ларри Холмс[203].
- Вместе с братом Виталием и Сильвестром Сталлоне продюсировал мюзикл «Рокки»[204][205][206].
- На любительском уровне играет на ударных инструментах[207].
- В честь братьев Кличко назван астероид № 212723, открытый 14 сентября 2007 года в Андрушёвской астрономической обсерватории[208].
- В 1999 году Журнал «Bravo Sport» и телевидение Гамбурга — Harburg TV провели исследование, которое заключалось в следующем: в зале клуба «Universum Box-Promotion» была подвешена боксёрская груша, начиненная сенсорными датчиками, по которой Владимир Кличко нанес левый боковой удар. В результате проведенных исследований выяснилось, что сила левого удара Владимира соответствует 400 килограммам, а скорость движения левой руки соответствует 33,8 км/ч[источник не указан 3181 день].
- В 2013 году перед боем с итальянцем Франческо Пьянетой Владимир измерил силу своего удара правой рукой на манекене для краш-тестов. Датчики на данном манекене зафиксировали силу удара Владимира Кличко, равную 700 кг[источник не указан 3181 день].
- В начале карьеры в Германии братьям Кличко предлагали сменить гражданство[источник не указан 3181 день].

## Фильмография
| Год  |   | Русское название          | Оригинальное название            | Роль  |
| ---- | - | ------------------------- | -------------------------------- | ----- |
| 2001 | ф | Одиннадцать друзей Оушена | Ocean's Eleven                   | камео |
| 2007 | ф | Красавчик                 | Keinohrhasen                     | камео |
| 2009 | ф | Красавчик 2               | Zweiohrküken                     | камео |
| 2009 | ф | Мистер Кличко             | Мистер Кличко                    | камео |
| 2011 | ф | Кличко                    | Klitschko                        | камео |
| 2013 | ф | Кровью и потом: Анаболики | Pain & Gain                      | камео |
| 2015 | ф | Преданность               | Devotion                         |       |
| 2015 | ф | Одолеть себя              | Оригинальное название неизвестно |       |

- В фильме «Красавчик» немецкого режиссёра Тиля Швайгера Владимир Кличко сыграл себя, но в фильме он — жених немецкой певицы Ивонн Каттерфельд, хотя на самом деле никогда им не был[209][210].
- В фильме «Кровью и потом: Анаболики» сыграл эпизодическую роль, нанося удары по груше, когда герой Марка Уолберга держал ту самую грушу, задумавшись о своей жизни.
- Документальный фильм «Мистер Кличко» был подготовлен украинским телеканалом «Интер» и показан в эфире 20 июня 2009 года[211].

## Статистика профессиональных поединков
В таблице перечислены результаты всех поединков боксёров.
В каждой строке указан результат поединка. Дополнительно номер поединка обозначен цветом, который обозначает итог поединка. Расшифровка обозначений и цветов представлена в нижеследующей таблице.
| Пример | Расшифровка                     |
| ------ | ------------------------------- |
|        | Победа                          |
|        | Ничья                           |
|        | Поражение                       |
|        | Планируемый поединок            |
|        | Поединок признан несостоявшимся |
| КО     | Нокаут                          |
| ТКО    | Технический нокаут              |
| PTS    | Решение судей (по очкам)        |
| UD     | Единогласное решение судей      |
| MD     | Решение большинства судей       |
| SD     | Раздельное решение судей        |
| RTD    | Отказ от продолжения боя        |
| DQ     | Дисквалификация                 |
| NC     | Поединок признан несостоявшимся |

| Бой | Рекорд   | Возраст                        | Дата             | Соперник                    | Место боя                               | Результат         | BoxRec       | Дополнительно |
| --- | -------- | ------------------------------ | ---------------- | --------------------------- | --------------------------------------- | ----------------- | ------------ | --- |
| 69  | 64(53)-5 | 41 год, 1 месяц, и 4 дня       | 29 апреля 2017   | Энтони Джошуа (18-0)        | Уэмбли, Лондон, Великобритания          | TKO 11 (12), 2:25 | 569—320, 351 | Бой за вакантные титулы чемпиона мира по версиям WBA-Super, IBO и титул чемпиона мира по версии IBF (3-я защита Джошуа). Джошуа в нокдауне в 6 раунде. Кличко в нокдауне в 5 и дважды в 11 раунде.                               |
| 68  | 64(53)-4 | 39 лет, 8 месяцев, и 3 дня     | 28 ноября 2015   | Тайсон Фьюри (24-0)         | Дюссельдорф, Германия                   | UD 12             | 909—290, 569 | Утратил титул чемпиона мира по версиям IBF, IBO (19-я защита Кличко), WBO (15-я защита Кличко, после повторного завоевания титула), WBA-Super (9-я защита Кличко), The Ring (12-я защита).                                       |
| 67  | 64(53)-3 | 39 лет, 1 месяц                | 25 апреля 2015   | Брайант Дженнингс (20-0)    | Мэдисон Сквер Гарден, Нью-Йорк, США     | UD 12             | 905—130, 909 | Титул чемпиона мира по версиям IBF, IBO (18-я защита Кличко), WBO (14-я защита Кличко, после повторного завоевания титула), The Ring (11-я защита Кличко), WBA-Super (8-я защита Кличко). Счёт судей: 116-111, 116-111, 119-109. |
| 66  | 63(53)-3 | 38 лет, 7 месяцев, и 20 дней   | 15 ноября 2014   | Кубрат Пулев (20-0)         | Гамбург, Германия                       | KO 5 (12), 2:11   | 761—333, 905 | Титул чемпиона мира по версиям IBF, IBO (17-я защита Кличко), WBO (13-я защита Кличко, после повторного завоевания титула), The Ring (10-я защита Кличко), WBA-Super (7-я защита Кличко).                                        |
| 65  | 62(52)-3 | 38 лет, 1 месяц, и 1 день      | 26 апреля 2014   | Алекс Леапаи (31-4-3)       | Оберхаузен, Германия                    | TKO 5 (12), 2:05  | 759—92, 761  | Титул чемпиона мира по версиям IBF, IBO (16-я защита Кличко), WBO (12-я защита Кличко, после повторного завоевания титула), The Ring, (9-я защита Кличко), WBA-Super (6-я защита Кличко).                                        |
| 64  | 61(51)-3 | 37 лет, 6 месяцев, и 9 дней    | 5 октября 2013   | Александр Поветкин (26-0)   | СК «Олимпийский» Москва, Россия         | UD 12             | 703—244, 759 | Титул чемпиона мира по версиям IBF, IBO (15-я защита Кличко), WBO (11-я защита Кличко, после повторного завоевания титула), The Ring (8-я защита), WBA-Super (5-я защита Кличко).                                                |
| 63  | 60(51)-3 | 37 лет, 1 месяц, и 8 дней      | 4 мая 2013       | Франческо Пьянета (28-0-1)  | Мангейм, Германия                       | TKO 6 (12) 2:52   | 700—112, 703 | Титул чемпиона мира по версиям IBF, IBO (14-я защита Кличко), WBO (10-я защита Кличко, после повторного завоевания титула), WBA-Super (4-я защита Кличко), The Ring (7-я защита Кличко).                                         |
| 62  | 59(50)-3 | 36 лет, 7 месяцев, и 14 дней   | 10 ноября 2012   | Мариуш Вах (27-0)           | Гамбург, Германия                       | UD 12             | 902—92, 904  | Титул чемпиона мира по версиям IBF, IBO (13-я защита Кличко), WBO (9-я защита Кличко, после повторного завоевания титула), The Ring (6-я защита Кличко), WBA-Super (3-я защита Кличко).                                          |
| 61  | 58(50)-3 | 36 лет, 3 месяца, и 11 дней    | 7 июля 2012      | Тони Томпсон (2) (36-2)     | Берн, Швейцария                         | TKO 6 (12) 2:56   | 896—164, 902 | Титул чемпиона мира по версиям IBF, IBO (12-я защита Кличко), WBO (8-я защита Кличко, после повторного завоевания титула), The Ring (5-я защита), WBA-Super (2-я защита Кличко).                                                 |
| 60  | 57(49)-3 | 35 лет, 11 месяцев, и 7 дней   | 3 марта 2012     | Жан-Марк Мормек (36-4)      | Дюссельдорф, Германия                   | KO 4 (12) 1:12    | 893—128, 896 | Титул чемпиона мира по версиям IBF, IBO (11-я защита Кличко), WBO (7-я защита Кличко, после повторного завоевания титула), The Ring (4-я защита Кличко), WBA-Super (1-я защита Кличко).                                          |
| 59  | 56(48)-3 | 35 лет, 3 месяца, и 6 дней     | 2 июля 2011      | Дэвид Хэй (25-1)            | Гамбург, Германия                       | UD 12             | 732—431, 893 | Титул чемпиона мира по версиям IBF, IBO (10-я защита Кличко), WBO (6-я защита Кличко, после повторного завоевания титула), The Ring (3-я защита Кличко), WBA-Super (3-я защита Хэя).                                             |
| 58  | 55(48)-3 | 34 года, 5 месяцев, и 15 дней  | 11 сентября 2010 | Сэмюэл Питер (2) (34-3)     | Франкфурт, Германия                     | КО 10 (12) 1:22   | 908—232, 922 | Титул чемпиона мира по версиям IBF, IBO (9-я защита Кличко), WBO (5-я защита Кличко, после повторного завоевания титула), The Ring (2-я защита Кличко).                                                                          |
| 57  | 54(47)-3 | 33 года, 11 месяцев, и 24 дня  | 20 марта 2010    | Эдди Чемберс (35-1)         | Дюссельдорф, Германия                   | KO 12 (12) 2:55   | 896—230, 908 | Титул чемпиона мира по версиям IBF, IBO (8-я защита Кличко), WBO (4-я защита Кличко, после повторного завоевания титула), The Ring (1-я защита Кличко).                                                                          |
| 56  | 53(46)-3 | 33 года, 2 месяца, и 24 дня    | 20 июня 2009     | Руслан Чагаев (25-0-1)      | Гельзенкирхен, Германия                 | RTD 9 (12) 3:00   | 872—394, 980 | Титул чемпиона мира по версиям IBF, IBO (7-я защита Кличко), WBO (3-я защита Кличко, после повторного завоевания титула), вакантный титул чемпиона мира по версии The Ring. Титул Чагаева по версии WBA не на линии.             |
| 55  | 52(45)-3 | 32 года, 8 месяцев, и 17 дней  | 13 декабря 2008  | Хасим Рахман (45-6-2)       | Мангейм, Германия                       | ТКО 7 (12) 0:44   | 868—154, 872 | Титул чемпиона мира по версиям IBF, IBO (6-я защита Кличко), WBO (2-я защита Кличко, после повторного завоевания титула). |
| 54  | 51(44)-3 | 32 года, 3 месяца, и 16 дней   | 12 июля 2008     | Тони Томпсон (31-1)         | Гамбург, Германия                       | KO 11 (12) 1:38   | 859—206, 868 | Титул чемпиона мира по версиям IBF, IBO (5-я защита), по версии WBO (1-я защита Кличко, после повторного завоевания титула). |
| 53  | 50(43)-3 | 31 год, 10 месяцев, и 27 дней  | 23 февраля 2008  | Султан Ибрагимов (22-0-1)   | Мэдисон Сквер Гарден, Нью-Йорк, США     | UD 12             | 572—509, 859 | Титул чемпиона мира по версиям IBF, IBO (4-я защита Кличко), WBO (2-я защита Ибрагимова). |
| 52  | 49(42)-3 | 31 год, 3 месяца, и 11 дней    | 7 июля 2007      | Лаймон Брюстер (2) (33-3)   | Кёльн, Германия                         | RTD 6 (12) 3:00   | 563—209, 605 | Титул чемпиона мира по версиям IBF, IBO, 3-я защита Кличко. |
| 51  | 48(42)-3 | 30 лет, 11 месяцев, и 14 дней  | 10 марта 2007    | Рэй Остин (24-3-4)          | Мангейм, Германия                       | KO 2 (12) 1:23    | 560—114, 453 | Титул чемпиона мира по версиям IBF, IBO, 2-я защита Кличко. |
| 50  | 47(41)-3 | 30 лет, 7 месяцев, и 15 дней   | 11 ноября 2006   | Кельвин Брок (29-0)         | Мэдисон_Сквер_Гарден, Нью-Йорк, США     | TKO 7 (12) 2:10   | 507—215, 560 | Титул чемпиона мира по версиям IBF и IBO, 1-я защита Кличко. |
| 49  | 46(40)-3 | 30 лет, и 26 дней              | 22 апреля 2006   | Крис Бёрд (2) (39-2-1)      | Мангейм, Германия                       | TKO 7 (12) 0:44   | 221—341, 507 | Титул чемпиона мира по версии IBF, 5-я защита Бёрда, Вакантный титул чемпиона мира по версии IBO. |
| 48  | 45(39)-3 | 29 лет, 5 месяцев, и 28 дней   | 24 сентября 2005 | Сэмюэл Питер (24-0)         | Атлантик-Сити, США                      | UD 12             | 165—200, 221 | Титул NABF, 3-я защита Питера, Вакантный титул WBO NABO. Элиминатор по версиям WBO и IBF. |
| 47  | 44(39)-3 | 29 лет, и 27 дней              | 23 апреля 2005   | Элизео Кастильо (18-0-1)    | Дортмунд, Германия                      | TKO 4 (10) 2:51   | 152—60, 165  | |
| 46  | 43(38)-3 | 28 лет, 6 месяцев, и 6 дней    | 2 октября 2004   | Дэваррил Уильямсон (20-2-0) | Лас-Вегас, США                          | TD 5 (10) 3:00    | 134—131, 152 | |
| 45  | 42(38)-3 | 28 лет, и 14 дней              | 10 апреля 2004   | Лаймон Брюстер (29-2)       | Мандалай-Бэй Лас-Вегас, США             | TKO 5 (12) 3:00   | 228—79, 134  | Вакантный титул чемпиона мира по версии WBO. |
| 44  | 42(38)-2 | 27 лет, 8 месяцев, и 24 дня    | 20 декабря 2003  | Даниэль Николсон (42-4)     | Киль, Германия                          | TKO 4 (12)        | 225—57, 228  | Титул интерконтинентального чемпиона мира WBA, 1-я защита Кличко. |
| 43  | 41(37)-2 | 27 лет, 5 месяцев, и 5 дней    | 30 августа 2003  | Фабио-Эдуардо Моли (29-2)   | Мюнхен, Германия                        | KO 1 (12) 1:49    | 224—49, 225  | Вакантный титул интерконтинентального чемпиона мира WBA. |
| 42  | 40(36)-2 | 26 лет, 11 месяцев, и 12 дней  | 8 марта 2003     | Корри Сандерс (38-2)        | Ганновер, Германия                      | TKO 2 (12) 0:27   | 414—74, 224  | Титул чемпиона мира по версии WBO, 6-я защита Владимира Кличко. |
| 41  | 40(36)-1 | 26 лет, 8 месяцев, и 11 дней   | 7 декабря 2002   | Джамиль Макклайн (28-2-3)   | Мандалай-Бэй Лас-Вегас, США             | RTD 10 (12) 3:00  | 322—243, 414 | Титул чемпиона мира по версии WBO, 5-я защита Владимира Кличко. |
| 40  | 39(35)-1 | 26 лет, 3 месяца, и 4 дня      | 29 июня 2002     | Рэй Мерсер (30-4-1)         | Атлантик-Сити, США                      | TKO 6 (12) 1:08   | 314—88, 322  | Титул чемпиона мира по версии WBO, 4-я защита Владимира Кличко. |
| 39  | 38(34)-1 | 25 лет, 11 месяцев, и 20 дней  | 16 марта 2002    | Франсуа Бота (44-3-1)       | Штутгарт, Германия                      | TKO 8 (12) 0:47   | 380—70, 382  | Титул чемпиона мира по версии WBO, 3-я защита Владимира Кличко. |
| 38  | 37(33)-1 | 25 лет, 4 месяца, и 8 дней     | 4 августа 2001   | Чарльз Шаффорд (17-1)       | Мандалай-Бэй Лас-Вегас, США             | TKO 6 (12) 2:55   | 377—72, 380  | Титул чемпиона мира по версии WBO, 2-я защита Владимира Кличко. |
| 37  | 36(32)-1 | 24 года, 11 месяцев, и 28 дней | 24 марта 2001    | Деррик Джефферсон (23-2-1)  | Мюнхен, Германия                        | TKO 2 (12) 2:09   | 375—62, 377  | Титул чемпиона мира по версии WBO, 1-я защита Владимира Кличко. |
| 36  | 35(31)-1 | 24 года, 6 месяцев, и 18 дней  | 14 октября 2000  | Крис Бёрд (31-1)            | Кёльн, Германия                         | UD 12             | 197—272, 375 | Титул чемпиона мира по версии WBO, 1-я защита Бёрда. |
| 35  | 34(31)-1 | 24 года, 3 месяца, и 19 дней   | 15 июля 2000     | Монти Барретт (23-1)        | Лондон, Англия                          | TKO 7 (10) 2:40   | 163—99, 197  | |
| 34  | 33(30)-1 | 24 года, 1 месяц, и 4 дня      | 29 апреля 2000   | Дэвид Бостис (22-1-1)       | Мэдисон_Сквер_Гарден Нью-Йорк, США      | TKO 2 (12) 1:27   | 161—43, 163  | Титул интерконтинентального чемпиона мира WBA, 3-я защита Кличко. |
| 33  | 32(29)-1 | 23 года, 11 месяцев, и 22 дня  | 18 марта 2000    | Паэа Вольфграмм (18-1)      | Гамбург, Германия                       | KO 1 (12) 1:30    | 151—57, 161  | Вакантный титул интерконтинентального чемпиона мира WBC. |
| 32  | 31(28)-1 | 23 года, 8 месяцев, и 8 дней   | 4 декабря 1999   | Лайос Эрос (21-8-1)         | Ганновер, Германия                      | TKO 2 (12) 2:35   | 147—40, 151  | Титул интерконтинентального чемпиона мира WBA, 2-я защита Кличко, титул чемпиона Европы EBU, 1-я защита Кличко. |
| 31  | 30(27)-1 | 23 года, 7 месяцев, и 16 дней  | 12 ноября 1999   | Фил Джексон (42-8)          | Орлеанс Лас-Вегас, США                  | KO 2 (10) 1:59    | 146—28, 147  | |
| 30  | 29(26)-1 | 23 года, 6 месяцев             | 25 сентября 1999 | Аксель Шульц (26-3-1)       | Кёльн, Германия                         | TKO 8 (12) 2:42   | 68—145, 146  | Титул интерконтинентального чемпиона мира WBA, 1-я защита Кличко, Вакантный титул чемпиона Европы EBU. |
| 29  | 28(25)-1 | 23 года, 3 месяца, и 21 день   | 17 июля 1999     | Джозеф Чингангу (18-4)      | Дюссельдорф, Германия                   | TKO 5 (12) 3:00   | 62—21, 68    | Вакантный титул интерконтинентального чемпиона мира WBA. |
| 28  | 27(24)-1 | 23 года, 1 месяц, и 26 дней    | 22 мая 1999      | Тони ЛаРоса (31-15)         | Будапешт, Венгрия                       | TKO 1 (10) 2:57   | 60—19, 64    | |
| 27  | 26(23)-1 | 23 года, и 28 дней             | 24 апреля 1999   | Эверетт Мартин (20-29-1)    | Мюнхен, Германия                        | TKO 8 (8)         | 59—8, 60     | |
| 26  | 25(22)-1 | 22 года, 10 месяцев, и 17 дней | 13 февраля 1999  | Зоран Вуджечич (14-0)       | Штутгарт, Германия                      | KO 1 (8) 1:02     | 54—21, 59    | |
| 25  | 24(21)-1 | 22 года, 8 месяцев, и 9 дней   | 5 декабря 1998   | Росс Пьюрити (24-13-1)      | Киев, Украина                           | TKO 11 (12) 0:18  | 85—66, 54    | Титул интерконтинентального чемпиона мира WBC, 3-я защита Владимира Кличко. |
| 24  | 24(21)-0 | 22 года, 7 месяцев, и 18 дней  | 14 ноября 1998   | Доннелл Уинфелд (29-9-1)    | Мюнхен, Германия                        | KO 1 (8)          | 84—12, 85    | |
| 23  | 23(20)-0 | 22 года, 6 месяцев, и 7 дней   | 3 октября 1998   | Эли Диксон (21-4-1)         | Аугсбург, Германия                      | KO 3 (10)         | 83—16, 84    | |
| 22  | 22(19)-0 | 22 года, 5 месяцев, и 23 дня   | 19 сентября 1998 | Стив Пеннелл (33-4-0)       | Оберхаузен, Германия                    | KO 2 (10)         | 80—24, 83    | |
| 21  | 21(18)-0 | 22 года, 4 месяца, и 10 дней   | 6 августа 1998   | Карлос Монро (11-6)         | Гранд-казино Авойллес Лос-Анджелес, США | TKO 6 (10) 2:28   | 73—25, 80    | |
| 20  | 20(17)-0 | 22 года, 3 месяца, и 14 дней   | 10 июля 1998     | Найджи Шахид (16-0-1)       | Мюнхен, Германия                        | KO 1 (12)         | 69—22, 73    | Титул интерконтинентального чемпиона мира WBC, 2-я защита Владимира Кличко. |
| 19  | 19(16)-0 | 22 года, 1 месяц, и 27 дней    | 23 мая 1998      | Коди Кох (25-1)             | Оффенбург, Германия                     | KO 4 (12)         | 58—29, 69    | Титул интерконтинентального чемпиона мира WBC, 1-я защита Владимира Кличко. |
| 18  | 18(15)-0 | 21 год, 11 месяцев, и 18 дней  | 14 марта 1998    | Эверетт Мартин (20-21-1)    | Гамбург, Германия                       | UD 8              | 56—17, 58    | |
| 17  | 17(15)-0 | 21 год, 10 месяцев, и 18 дней  | 14 февраля 1998  | Маркус МакИнтайр (15-1)     | Штутгарт, Германия                      | KO 3 (12)         | 51—20, 56    | На линии вакантный титул интерконтинентального чемпиона мира WBC. |
| 16  | 16(14)-0 | 21 год, 8 месяцев, и 24 дня    | 20 декабря 1997  | Деррик Лэмпкинс (9-3-1)     | Оффенбург, Германия                     | TKO 1 (8)         | 50—4, 51     | |
| 15  | 15(13)-0 | 21 год, 8 месяцев, и 17 дней   | 13 декабря 1997  | Ладислав Хусарик (4-13-1)   | Гамбург, Германия                       | TKO 3 (8)         | 49—9, 50     | |
| 14  | 14(12)-0 | 21 год, 8 месяцев, и 10 дней   | 6 декабря 1997   | Джерри Хэлстид (84-18-1)    | Оффербах, Германия                      | TKO 2 (8)         | 47—11, 49    | |
| 13  | 13(11)-0 | 21 год, 6 месяцев, и 15 дней   | 11 октября 1997  | Марко Гонзалес (18-11-1)    | Котбус, Германия                        | KO 2 (8)          |              | |
| 12  | 12(10)-0 | 21 год, 5 месяцев, и 24 дня    | 20 сентября 1997 | Джеймс Притчард (30-16-2)   | Ахен, Германия                          | TKO 3 (8)         |              | |
| 11  | 11(9)-0  | 21 год, 4 месяца, и 27 дней    | 23 августа 1997  | Бико Ботовамунгу (9-5-1)    | Штутгарт, Германия                      | DQ 5 (8) 2:02     |              | |
| 10  | 10(9)-0  | 21 год, 3 месяца, и 16 дней    | 12 июля 1997     | Джильберто Уильямс (4-2-3)  | Хаген, Германия                         | TKO 3 (8)         |              | |
| 9   | 9(8)-0   | 21 год, 3 месяца, и 2 дня      | 27 июня 1997     | Сальвадор Масиэл (21-11)    | Оффенбург, Германия                     | KO 1 (8)          |              | |
| 8   | 8(7)-0   | 21 год, 2 месяца, и 17 дней    | 13 июня 1997     | Пол Эшли (4-2-1)            | Оберхаузен, Германия                    | KO 2 (8) 1:25     |              | |
| 7   | 7(6)-0   | 21 год, 1 месяц, и 14 дней     | 10 мая 1997      | Марк Уиллз (14-17-1)        | Франкфурт, Германия                     | KO 1 (8)          |              | |
| 6   | 6(5)-0   | 21 год, и 16 дней              | 12 апреля 1997   | Марк Юнг (14-33-1)          | Ахен, Германия                          | RTD 2 (6) 3:00    |              | |
| 5   | 5(4)-0   | 20 лет, 10 месяцев, и 19 дней  | 15 февраля 1997  | Карлос Монро (8-2)          | Котбус, Германия                        | DQ 6 (6)          |              | |
| 4   | 4(4)-0   | 20 лет, 10 месяцев             | 25 января 1997   | Трой Вейда (6-1-1)          | Штутгарт, Германия                      | TKO 3 (6)         |              | |
| 3   | 3(3)-0   | 20 лет, 8 месяцев, и 25 дней   | 21 декабря 1996  | Билл Корриган (10-12-1)     | Франкфурт, Германия                     | TKO 1 (4) 1:21    |              | |
| 2   | 2(2)-0   | 20 лет, 8 месяцев, и 5 дней    | 30 ноября 1996   | Эксум Спайт (8-30-2)        | Винер-Нойштадт, Австрия                 | TKO 2 (4) 1:54    |              | |
| 1   | 1(1)-0   | 20 лет, 7 месяцев, и 20 дней   | 16 ноября 1996   | Фабиан Меза (4-1-1)         | Гамбург, Германия                       | KO 1 (4) 1:35     |              | Профессиональный дебют. |
| Бой | Рекорд   | Возраст                        | Дата             | Соперник                    | Место боя                               | Результат         | BoxRec       | Дополнительно |

## Титулы

### Любительские
- 1993 —  Победитель юношеского чемпионата Европы
- 1994 —  Серебряный призёр юношеского чемпионата Мира
- 1995 —  Чемпион Мира среди военнослужащих
- 1995 —  Серебряный призёр чемпионата Европы
- 1996 —  Олимпийский чемпион

### Профессиональные

#### Региональные титулы
- 1998 —  Интернациональный чемпион мира по версии WBC
- 1999 —  Интерконтинентальный чемпион мира по версии WBA
- 1999 —  Чемпион Европы по версии EBU
- 2000 —  Интернациональный чемпион мира по версии WBC
- 2003 —  Интерконтинентальный чемпион мира по версии WBA
- 2005 —  Чемпион Северной Америки по версии NABF
- 2005 —  Чемпион Северной Америки по версии WBO NABO

#### Мировые титулы
- 2000 — 2003  Чемпион мира по версии WBO
- 2006 — 2015  Чемпион мира по версии IBF
- 2006 — 2015  Чемпион мира по версии IBO
- 2008 — 2015  Чемпион мира по версии WBO
- 2009 — 2015  Чемпион мира по версии The Ring
- 2011 — 2015  Супер чемпион мира по версии WBA

## Награды
- 14 ноября 2008 года назван супертяжеловесом года по версии Всемирной боксёрской организации (WBO)[212].
- 31 мая 2016 года телеканал ESPN опубликовал список 100 самых известных спортсменов мира, в котором Владимир Кличко занял 80-е место[213][214].
- «Бой года» (с Энтони Джошуа) по версии журнала The Ring (2017).
- Награда «Легендарный боксёр» от Международной ассоциации любительского бокса (AIBA)[215].